# Județul Satu Mare
Satu Mare (în maghiară Szatmár megye, în germană Kreis Sathmar) este un județ aflat în nord-vestul României. A fost înființat în anul 1968 prin reorganizarea teritorială a fostei Regiuni Maramureș (din raioanele Satu Mare, Carei și Negrești-Oaș). Cea mai mare parte a teritoriului județului de azi a făcut parte, mai devreme, din Județul Satu-Mare (interbelic), respectiv din Comitatul Sătmar (antebelic). Reședința și centrul cultural, educațional și economic a județului este municipiul Satu Mare.

## Istorie
Săpăturile arheologice din Țara Oașului, de la Ardud, Medieșu-Aurit, Homorod și Sanislău au scos la lumină relicve atestând viața umană în această regiune începând încă din paleolitic. Un punct de reper al istoriei acestei regiuni este reprezentat de daci, care trăiesc aici de peste 2000 ani, creând o remarcabilă civilizație. Drept model se poate lua așezarea Medieșu Aurit, unde se găsesc rămășițele a 13 cuptoare de olărit, reprezentând cel mai mare vestigiu arheologic de acest fel din România. 

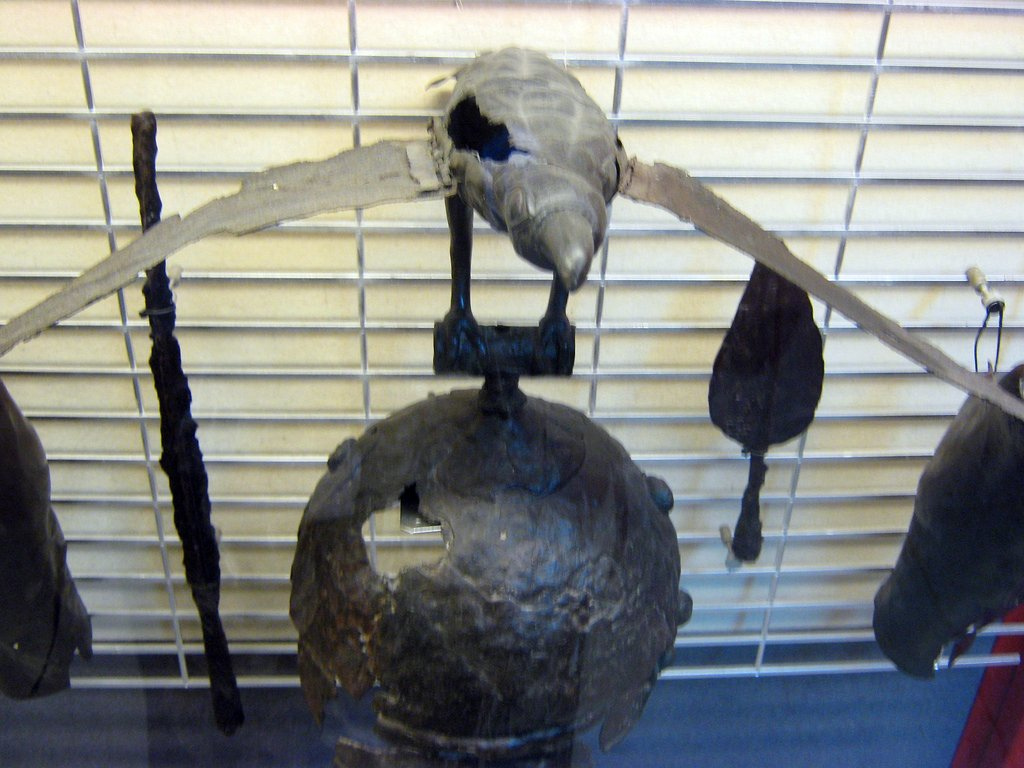
Coif celtic din epoca fierului, sec. al IV-lea î.Ch., descoperit la Satu Mare. Muzeul Național de Istorie a României

Pe teritoriul județului Satu Mare au fost, de asemenea, descoperite urme ale civilizației celtice. La sfârșitul secolului al IX-lea și începutul secolului al X-lea regiunea a fost încorporată în Regatul Ungariei. Situându-se la intersecția unor importante drumuri comerciale și având bogate resurse naturale, atestate în scrierile istorice din anul 1181, comitatul Sătmar a avut o istorie tumultuoasă. În jurul anului 1000, regina Ghizela de Bavaria, soția regelui Ștefan I al Ungariei, a așezat la Sătmar coloniști germani.
Cetățile de la Satu Mare, Ardud, Medieșu-Aurit, Carei ș.a., ale căror ruine rezistă până astăzi, apoi biserica romanică de la Acâș (secolul al XIII-lea) și bisericile gotice de la Ardud, Eriu-Sâncrai, Beltiug ș.a., sunt principalele monumente medievale ale acestei zone. După bătălia de la Mohács (1526) regiunea Sătmarului a fost revendicată atât de regii ungari (titlu posedat de principii austrieci), cât și de principii transilvăneni. În vara anului 1601, Mihai Viteazul și-a stabilit tabăra la Moftin pentru 20 de zile, pregătindu-se pentru bătălia de la Guruslău, ultima sa victorie. Peste mai bine de 100 de ani, în 1711, armata prințului Francisc Rákóczi al II-lea s-a predat,  la Moftin, în fața trupelor austriece. În 1657 cetatea și comitatul Sătmar au fost cucerite de polonezi. Tratatul de pace poartă semnătura colonelului Jan Sobieski, viitorul rege al Poloniei.
Între 1660-1661 trupele otomane au devastat întreg ținutul. Guvernarea habsburgică de după 1711 a adus o perioadă de stabilitate și prosperitate în zonă. Coloniștii germani ajung aici în secolul al XVIII-lea și se stabilesc pe proprietatea conților Károlyi de Carei. Cele două războaie mondiale și Unirea Transilvaniei cu România la 1 decembrie 1918 sunt cele mai importante evenimente istorice ale județului din secolul XX. Memorialul ridicat la Carei în 1964, o sculptură de Vida Géza, este probabil cel mai elocvent simbol al istoriei secolului XX.

## Administrație publică
Județul Satu Mare este administrat de un consiliu județean format din 32 consilieri. În urma alegerilor locale din 2024, consiliul este prezidat de Csaba Pataki de la UDMR, iar componența politică a Consiliului este următoarea:
|  | Partid                                 | Consilieri | Componența Consiliului | Componența Consiliului | Componența Consiliului | Componența Consiliului | Componența Consiliului | Componența Consiliului | Componența Consiliului | Componența Consiliului | Componența Consiliului | Componența Consiliului | Componența Consiliului | Componența Consiliului | Componența Consiliului | Componența Consiliului |
|  | -------------------------------------- | ---------- | ---------------------- | ---------------------- | ---------------------- | ---------------------- | ---------------------- | ---------------------- | ---------------------- | ---------------------- | ---------------------- | ---------------------- | ---------------------- | ---------------------- | ---------------------- | ---------------------- |
|  | Uniunea Democrată Maghiară din România | 14         |                        |                        |                        |                        |                        |                        |                        |                        |                        |                        |                        |                        |                        |                        |
|  | Partidul Social Democrat               | 8          |                        |                        |                        |                        |                        |                        |                        |                        |                        |                        |                        |                        |                        |                        |
|  | Partidul Național Liberal              | 7          |                        |                        |                        |                        |                        |                        |                        |                        |                        |                        |                        |                        |                        |                        |
|  | Alianța pentru Unirea Românilor        | 3          |                        |                        |                        |                        |                        |                        |                        |                        |                        |                        |                        |                        |                        |                        |

### Primari
Numărul și afilierea politică a primarilor din Județul Satu Mare în urma alegerilor locale din 2020:
- Partidul Național Liberal: 23 primari
- Uniunea Democrată Maghiară din România: 20 primari
- Partidul Social Democrat: 14 primari
- Forumul Democrat al Germanilor din România - 4 primari
- Partidul Civic Maghiar - 2 primari
- Partidul Alianța Liberalilor și Democraților - 1 primar
- Partidul PRO România - 1 primar

## Situare geografică
Județul Satu Mare este situat în nord-vestul României, în zona transfrontalieră cu Ungaria și Ucraina. Face parte din Regiunea de Nord-Vest și, de asemenea, din Euroregiunea Carpatică. Puncte de trecere a frontierei (vamă):
- Petea (rutier)
- Halmeu (rutier și feroviar)
- Urziceni (rutier)
- Berveni (feroviar)
- Satu Mare (aerian)

Distanțe rutiere :
- 700 km de București
- 600 km de Viena
- 590 km de Bratislava
- 350 km de Budapesta
- 1.900 km de Bruxelles
- 2.100 km de Paris

## Diviziuni administrative
Județul este format din 65 unități administrativ-teritoriale: 2 municipii, 4 orașe și 59 de comune.
Lista de mai jos conține unitățile administrativ-teritoriale din județul Satu Mare.
| Stemă              | Nume               | Tip de localitate            | Populație          | Imagine            |
| Municipii și orașe | Municipii și orașe | Municipii și orașe           | Municipii și orașe | Municipii și orașe |
| ------------------ | ------------------ | ---------------------------- | ------------------ | ------------------ |
|                    | Carei              | municipiu                    | 21.112             |                    |
|                    | Satu Mare          | municipiu reședință de județ | 102.411            |                    |
|                    | Ardud              | oraș                         | 6.231              |                    |
|                    | Livada             | oraș                         | 6.773              |                    |
|                    | Negrești-Oaș       | oraș                         | 11.867             |                    |
|                    | Tășnad             | oraș                         | 8.631              |                    |
| Comune             |                    |                              |                    |                    |
|                    | Acâș               | comună                       | 2.827              |                    |
|                    | Agriș              | comună                       | 2.003              |                    |
|                    | Andrid             | comună                       | 2.506              |                    |
|                    | Apa                | comună                       | 2.681              |                    |
|                    | Beltiug            | comună                       | 3.228              |                    |
|                    | Berveni            | comună                       | 3.376              |                    |
|                    | Bixad              | comună                       | 6.504              |                    |
|                    | Bogdand            | comună                       | 2.872              |                    |
|                    | Botiz              | comună                       | 3.622              |                    |
|                    | Bârsău             | comună                       | 2.434              |                    |
|                    | Bătarci            | comună                       | 3.707              |                    |
|                    | Cehal              | comună                       | 1.594              |                    |
|                    | Certeze            | comună                       | 5.636              |                    |
|                    | Ciumești           | comună                       | 1.407              |                    |
|                    | Craidorolț         | comună                       | 2.215              |                    |
|                    | Crucișor           | comună                       | 2.546              |                    |
|                    | Culciu             | comună                       | 3.884              |                    |
|                    | Călinești-Oaș      | comună                       | 4.811              |                    |
|                    | Cămin              | comună                       | 1.388              |                    |
|                    | Cămărzana          | comună                       | 2.355              |                    |
|                    | Căpleni            | comună                       | 3.031              |                    |
|                    | Căuaș              | comună                       | 2.388              |                    |
|                    | Doba               | comună                       | 2.760              |                    |
|                    | Dorolț             | comună                       | 3.806              |                    |
|                    | Foieni             | comună                       | 1.840              |                    |
|                    | Gherța Mică        | comună                       | 3.412              |                    |
|                    | Halmeu             | comună                       | 4.968              |                    |
|                    | Hodod              | comună                       | 3.056              |                    |
|                    | Homoroade          | comună                       | 1.791              |                    |
|                    | Lazuri             | comună                       | 5.562              |                    |
|                    | Medieșu Aurit      | comună                       | 6.683              |                    |
|                    | Micula             | comună                       | 3.659              |                    |
|                    | Moftin             | comună                       | 4.293              |                    |
|                    | Odoreu             | comună                       | 4.946              |                    |
|                    | Orașu Nou          | comună                       | 3.806              |                    |
|                    | Petrești           | comună                       | 1.588              |                    |
|                    | Pir                | comună                       | 1.614              |                    |
|                    | Pișcolt            | comună                       | 3.161              |                    |
|                    | Pomi               | comună                       | 2.182              |                    |
|                    | Porumbești         | comună                       | 2.530              |                    |
|                    | Păulești           | comună                       | 4.909              |                    |
|                    | Racșa              | comună                       | 3.052              |                    |
|                    | Sanislău           | comună                       | 3.515              |                    |
|                    | Santău             | comună                       | 2.377              |                    |
|                    | Socond             | comună                       | 2.641              |                    |
|                    | Supur              | comună                       | 4.231              |                    |
|                    | Săcășeni           | comună                       | 1.178              |                    |
|                    | Săuca              | comună                       | 1.376              |                    |
|                    | Tarna Mare         | comună                       | 3.774              |                    |
|                    | Terebești          | comună                       | 1.750              |                    |
|                    | Tiream             | comună                       | 2.226              |                    |
|                    | Turulung           | comună                       | 3.680              |                    |
|                    | Turț               | comună                       | 5.593              |                    |
|                    | Târșolț            | comună                       | 3.059              |                    |
|                    | Urziceni           | comună                       | 1.447              |                    |
|                    | Valea Vinului      | comună                       | 2.067              |                    |
|                    | Vama               | comună                       | 3.486              |                    |
|                    | Vetiș              | comună                       | 4.788              |                    |
|                    | Viile Satu Mare    | comună                       | 3.514              |                    |

## Informații turistice

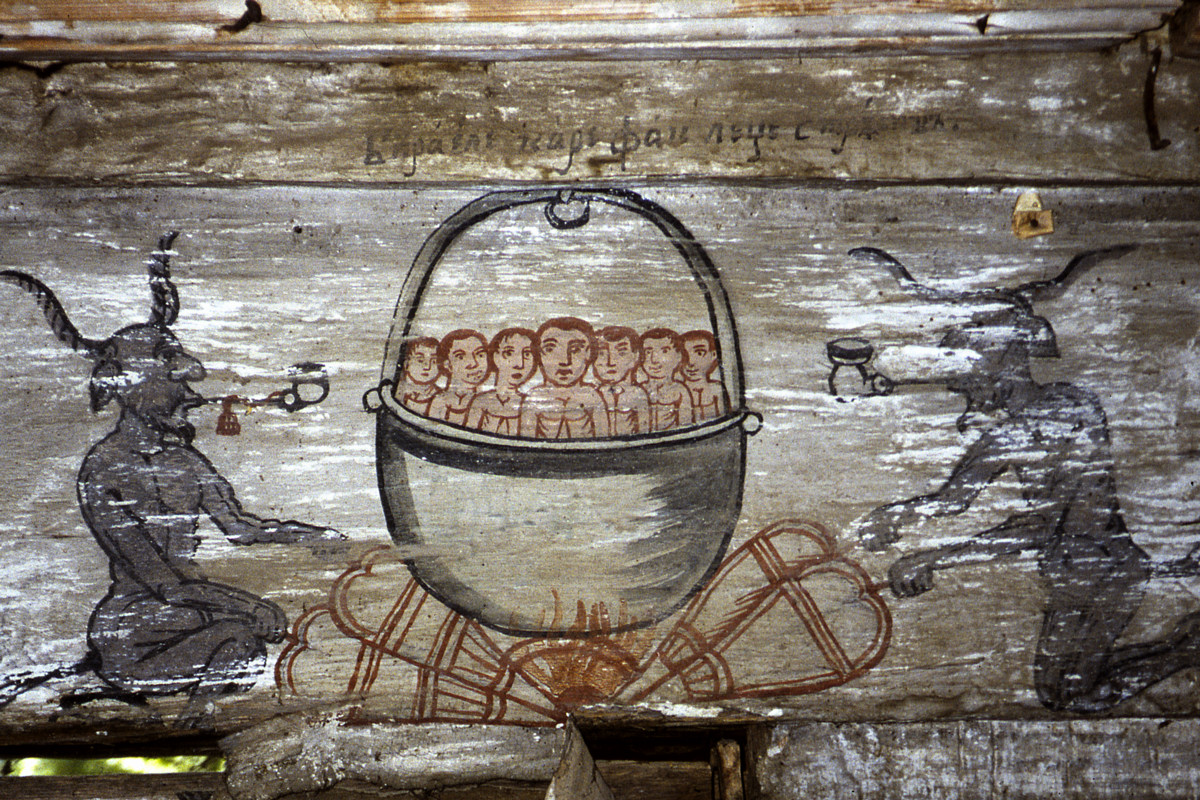
Pictură moralizatoare din secolul XVIII, în Biserica de lemn din Corund

Situat în partea de nord-vest a României, județul Satu Mare (4.405 km pătrați) este una din porțile principale ale României, având granițe cu Ungaria și Ucraina. Având un climat temperat-continental, județul Satu Mare a fost populat cu mai mult de 100.000 de ani î.Hr., oamenii locuind pe terasele înalte din Țara Oașului (Remetea-Oaș, Boinești, Călinești-Oaș etc).
În această regiune, dacii au creat, în decurs de circa 1000 de ani, o civilizație dezvoltată, în special la Medieșu-Aurit. Situat la intersecția unor drumuri comerciale importante, având nenumărate resurse naturale, județul Satu-Mare (atestat documentar din 1181) a avut o istorie tumultuoasă, cu evenimente memorabile. Puternice cetăți ale căror ruine se află în Satu Mare, Ardud, Medieșu Aurit, Tămășeni, Carei, etc., biserici romanice (Acâș, secolul al XIII-lea), biserici gotice (Ardud, Eriu-Sâncrai, Beltiug).
Personalități: episcopul Grigore Maior, fondator de școli; Ferenc Kölcsey, luptător pentru libertate și justiție socială; preotul Vasile Lucaciu, memorandist; poetul Ady Endre; pictorul Aurel Popp.
Secolul al XX-lea a marcat profund județul Satu Mare prin cele două războaie mondiale și prin Unirea Transilvaniei cu România la 1 decembrie 1918. Creat de sculptorul Vida Geza, în 1964, monumentul de la Carei este reprezentativ pentru secolul al XX-lea, un secol cu războaie și catastrofe naturale, dar, de asemenea, un secol de mari progrese și speranțe după Decembrie 1989. Aici se găsesc multe muzee care așteaptă să fie vizitate:

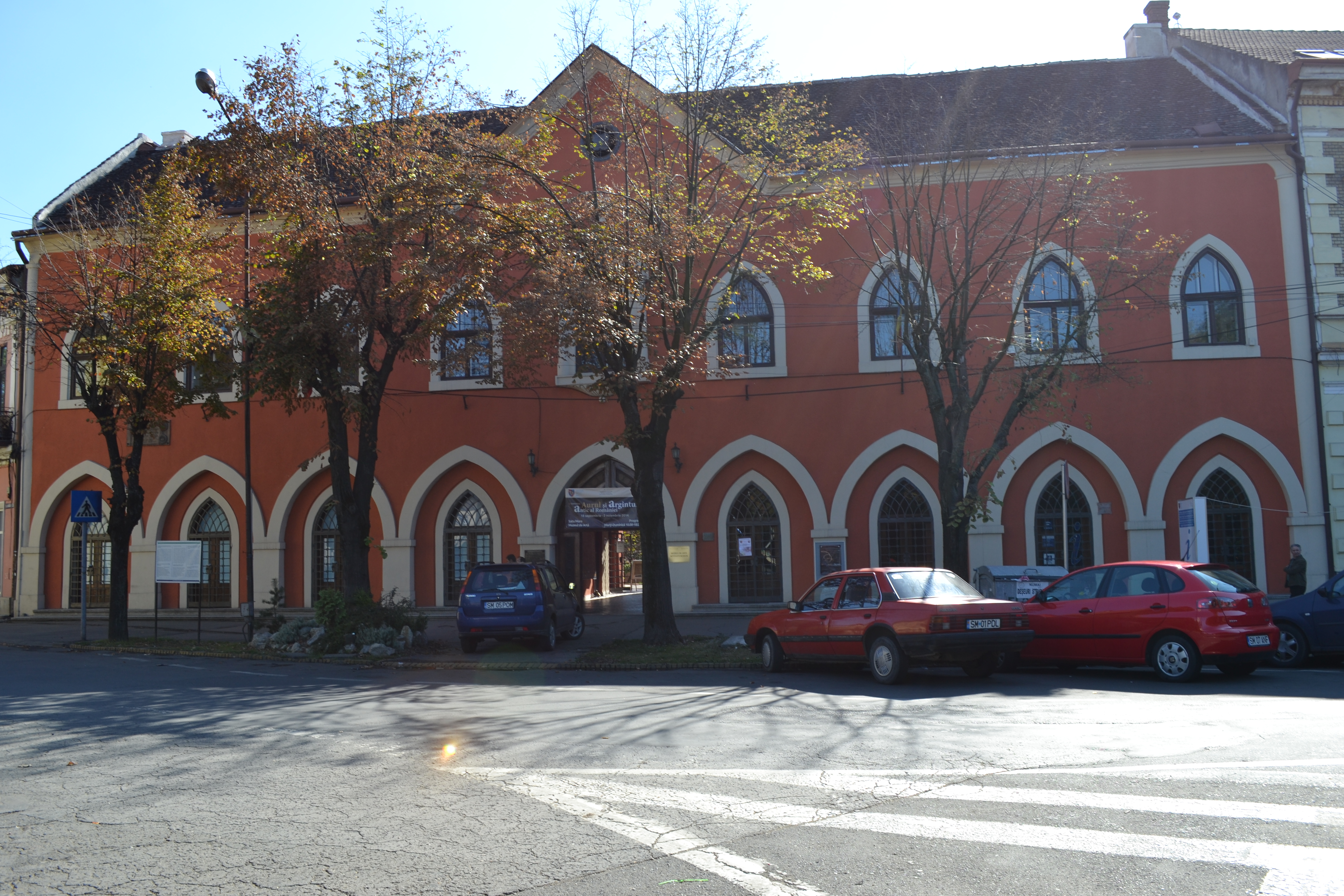
Casa Vécsey - Muzeul de Artă din Satu Mare

### Muzee
- Muzeul Județean Satu Mare (arheologie și științele naturii);
- Muzeul de Artă Satu Mare
- Muzeul Orașului Tășnad (istoria și etnografia orașului);
- Muzeul Țării Oașului din Negrești Oaș, fondat în 1972 (muzeu de etnografie în aer liber);
- Muzeul Etnografic al Șvabilor din Petrești cu peste 200 de exponate
- Rezervația Dacilor Liberi de la Medieșu Aurit.

### Arii protejate
- Situri de importanță comunitară incluse în rețeaua ecologică europeană Natura 2000 în România: Câmpia Careiului și Câmpia Ierului.
- Rezervații naturale: Cursul inferior al Râului Tur, Dunele de nisip Foieni, Heleșteele de la Moftinu Mic, Mlaștina Vermuș, Pădurea de frasini Urziceni, Pădurea cu pini Comja, Pădurea Runc și Tinoavele din Munții Oaș.

### Alte obiective turistice

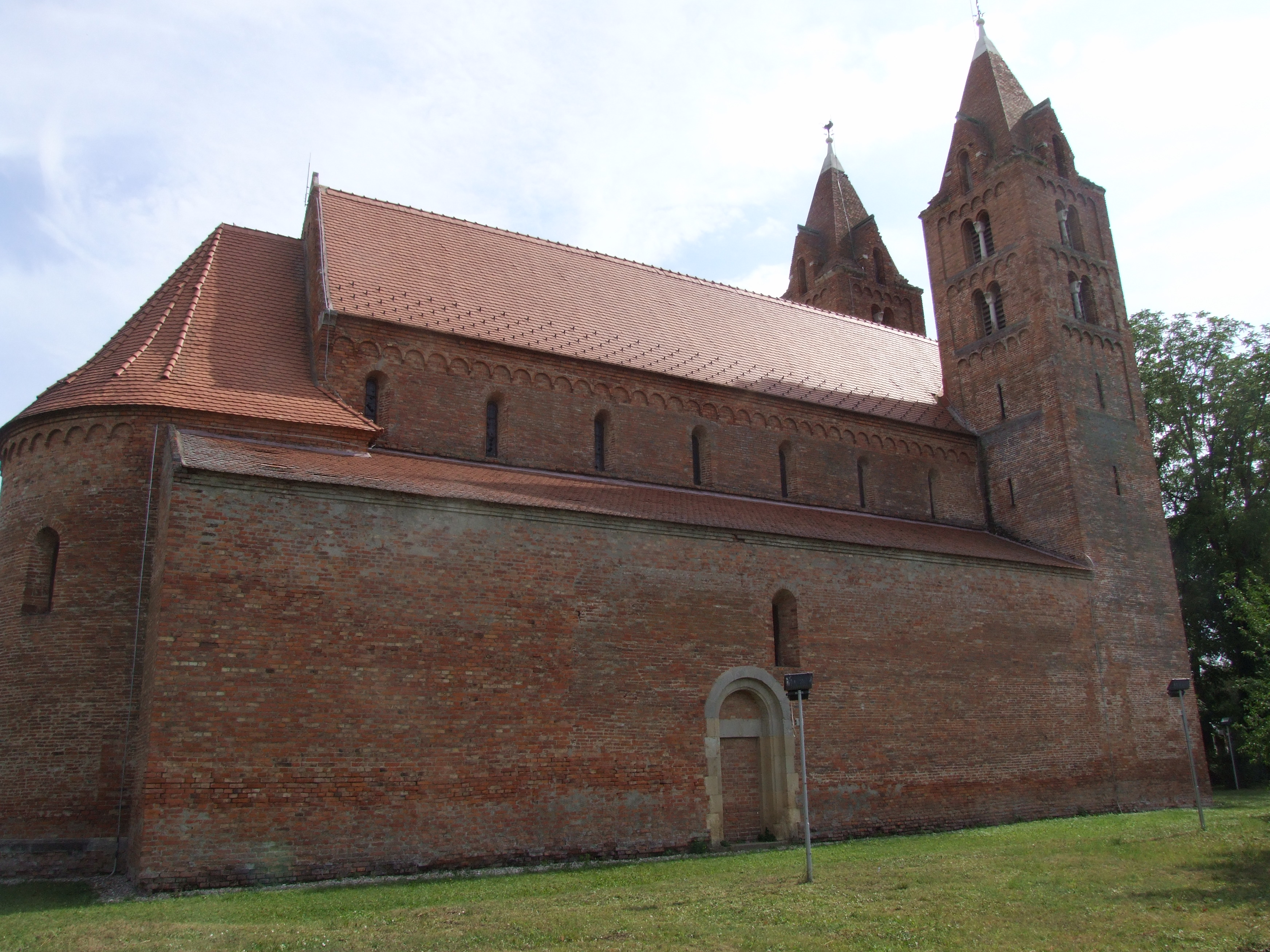
Biserica Reformată din Acâș

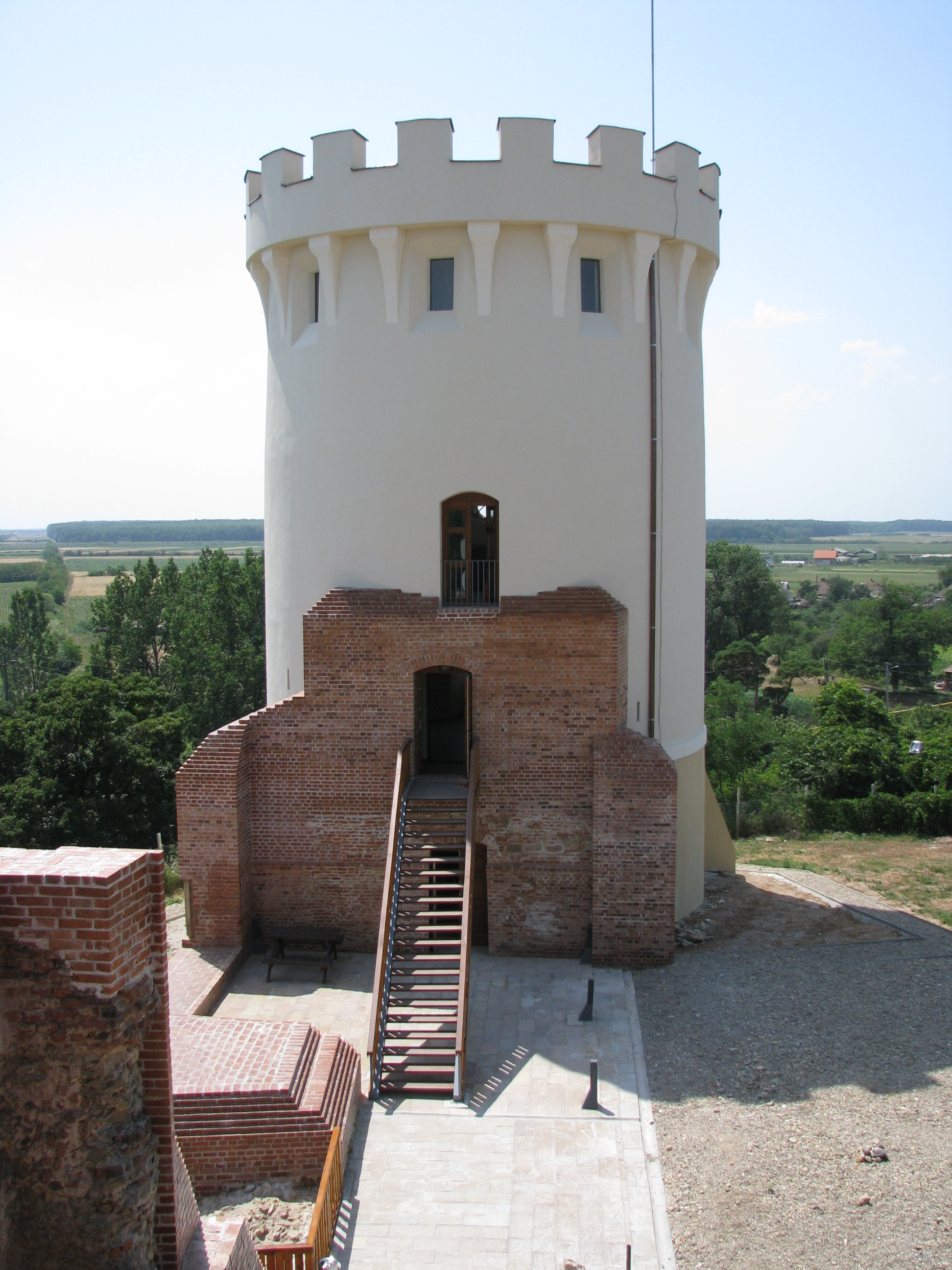
Cetatea Drágffy-Károlyi de la Ardud

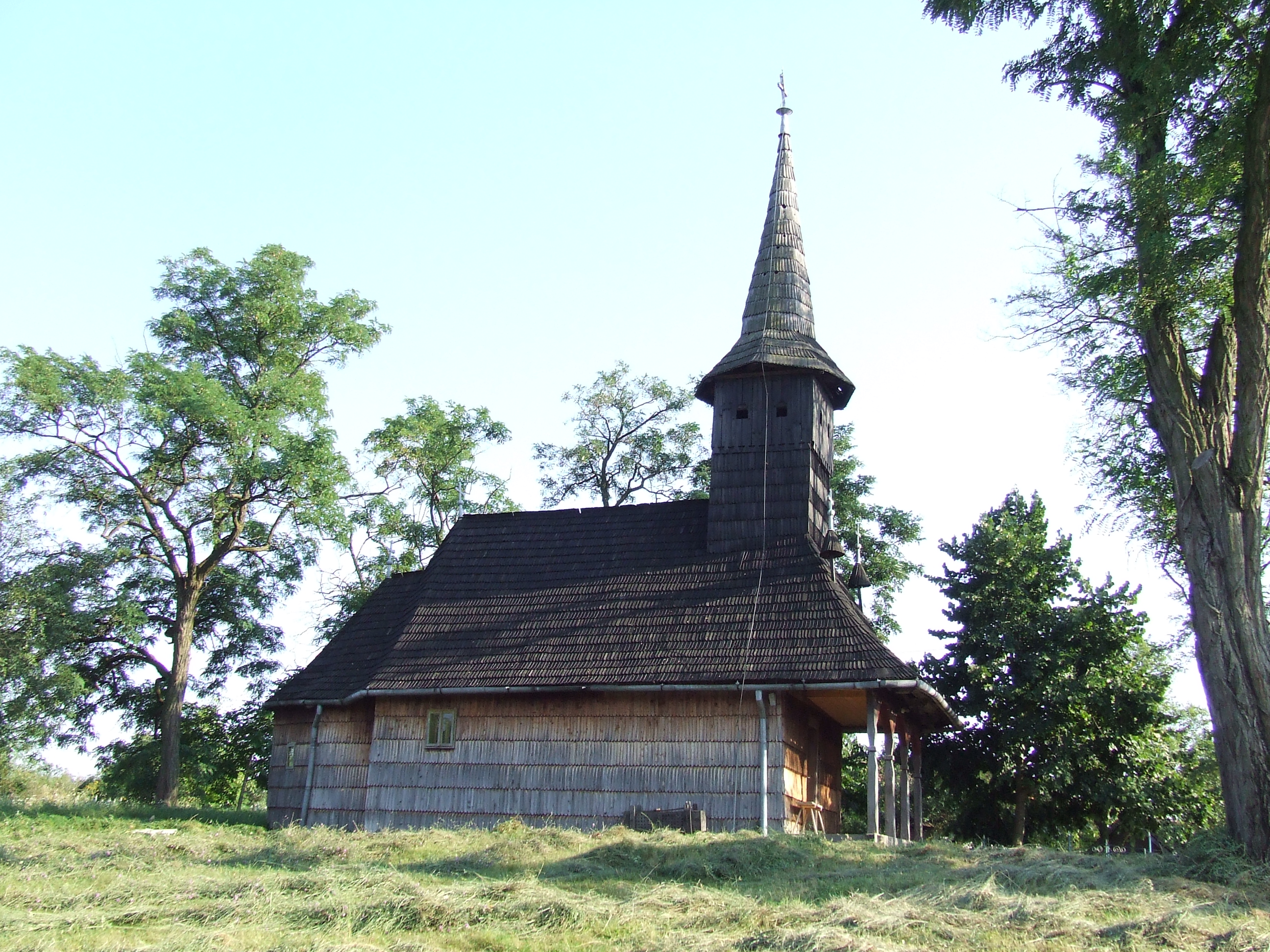
Biserica de lemn din Bolda

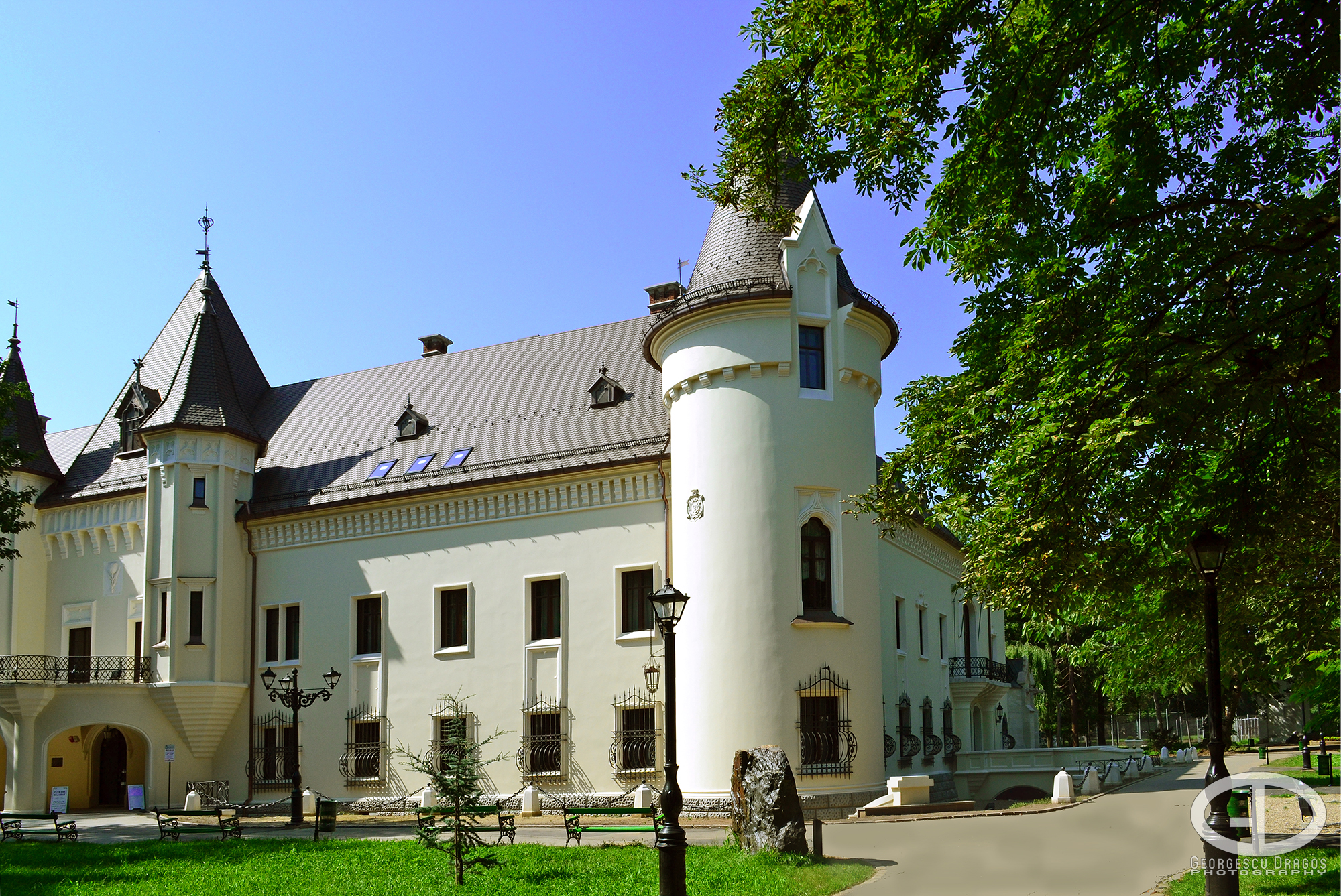
Castelul Károlyi din Carei

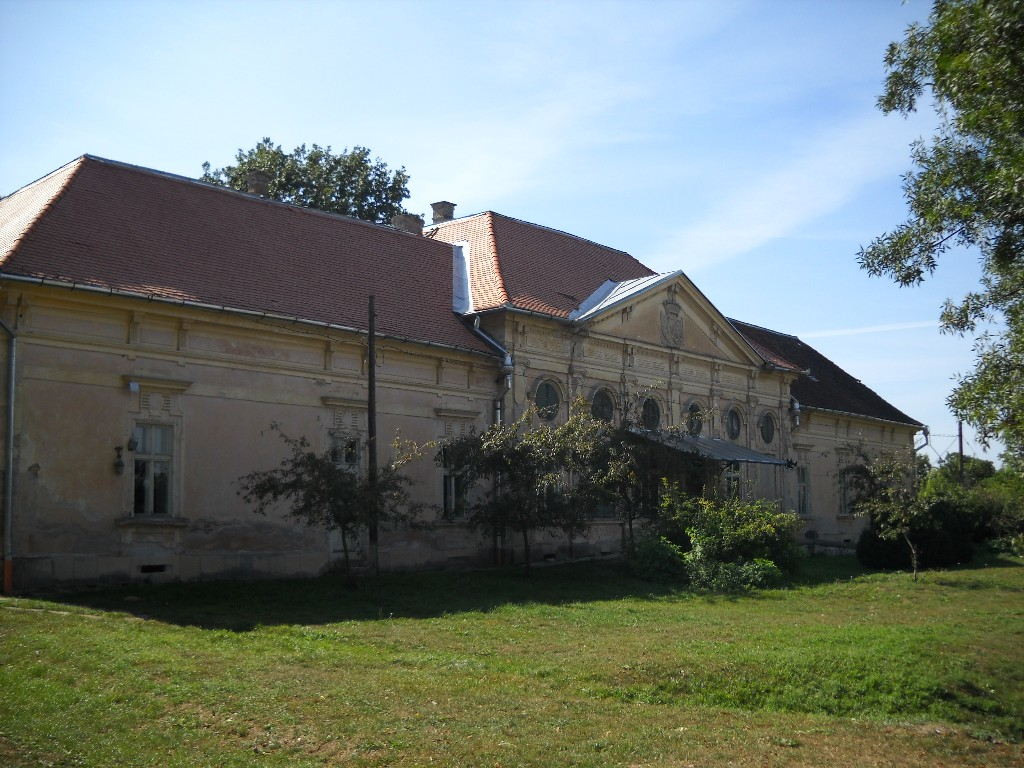
Castelul Degenfeld (Wesselényi-Kendeffy) din Hodod

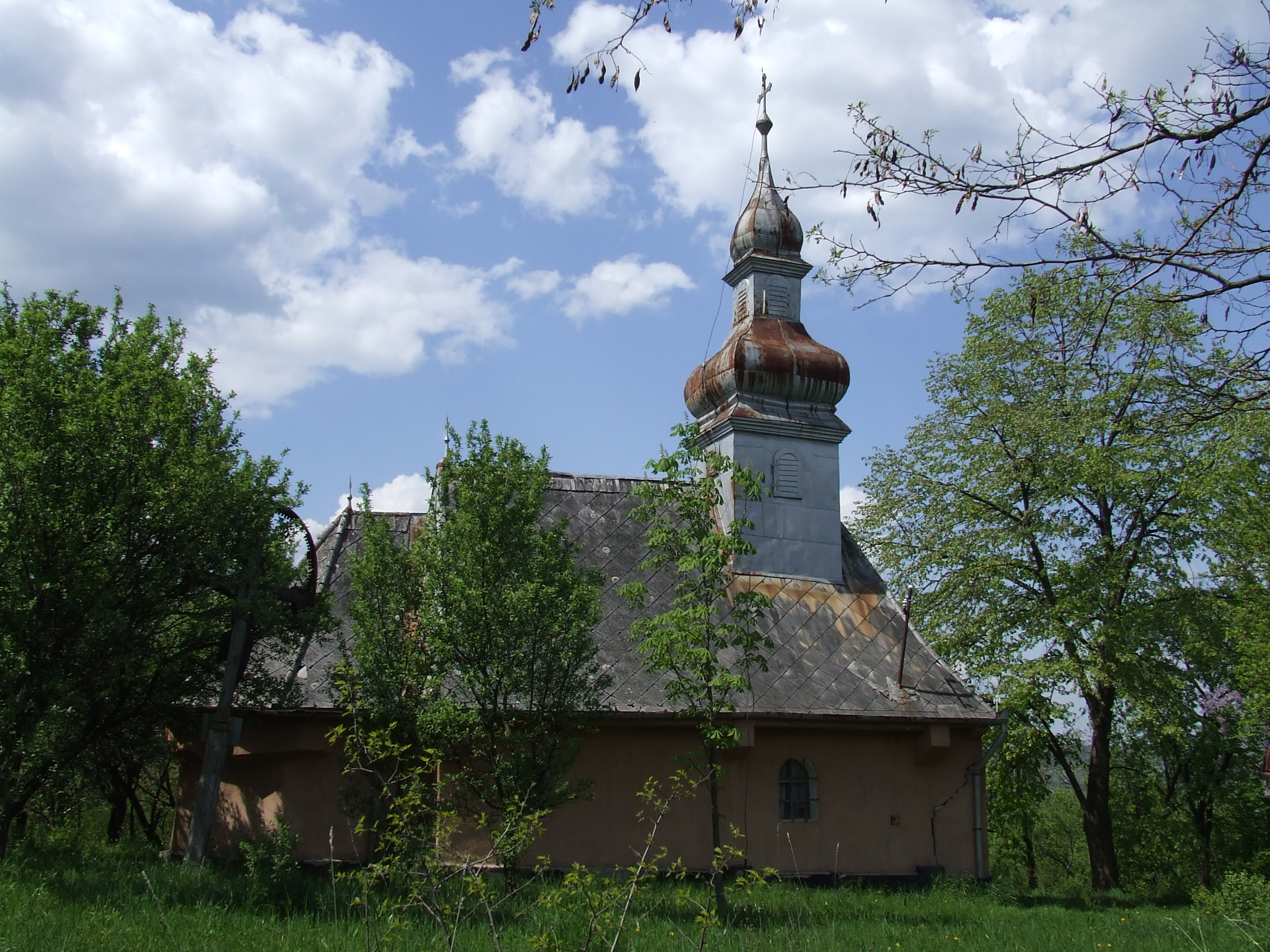
Biserica de lemn din Lelei

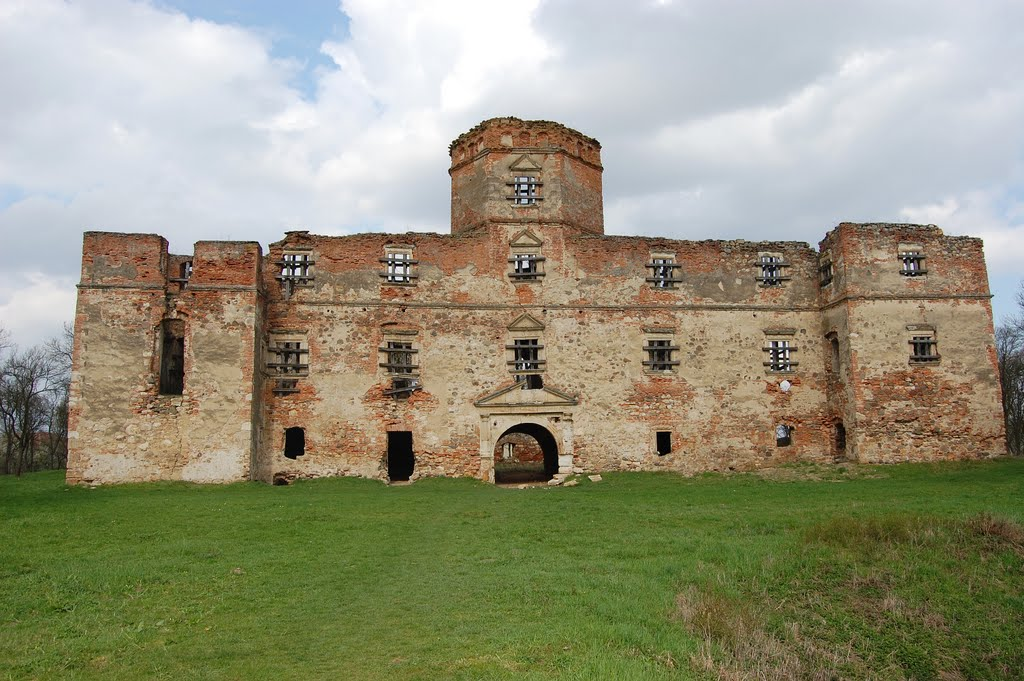
Castelul Lónyay din Medieșu Aurit

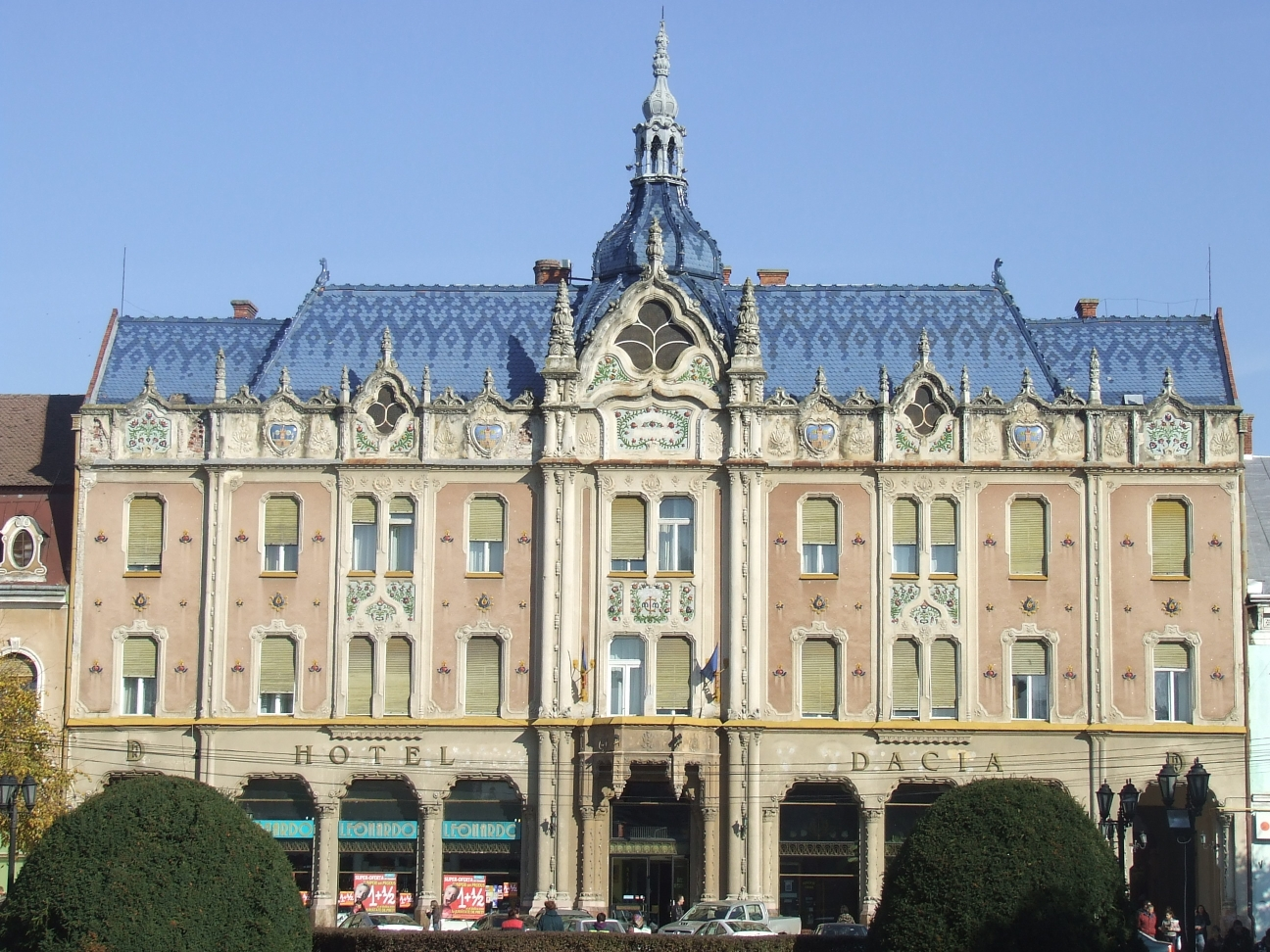
Hotelul Dacia (fost Pannonia) din Satu Mare

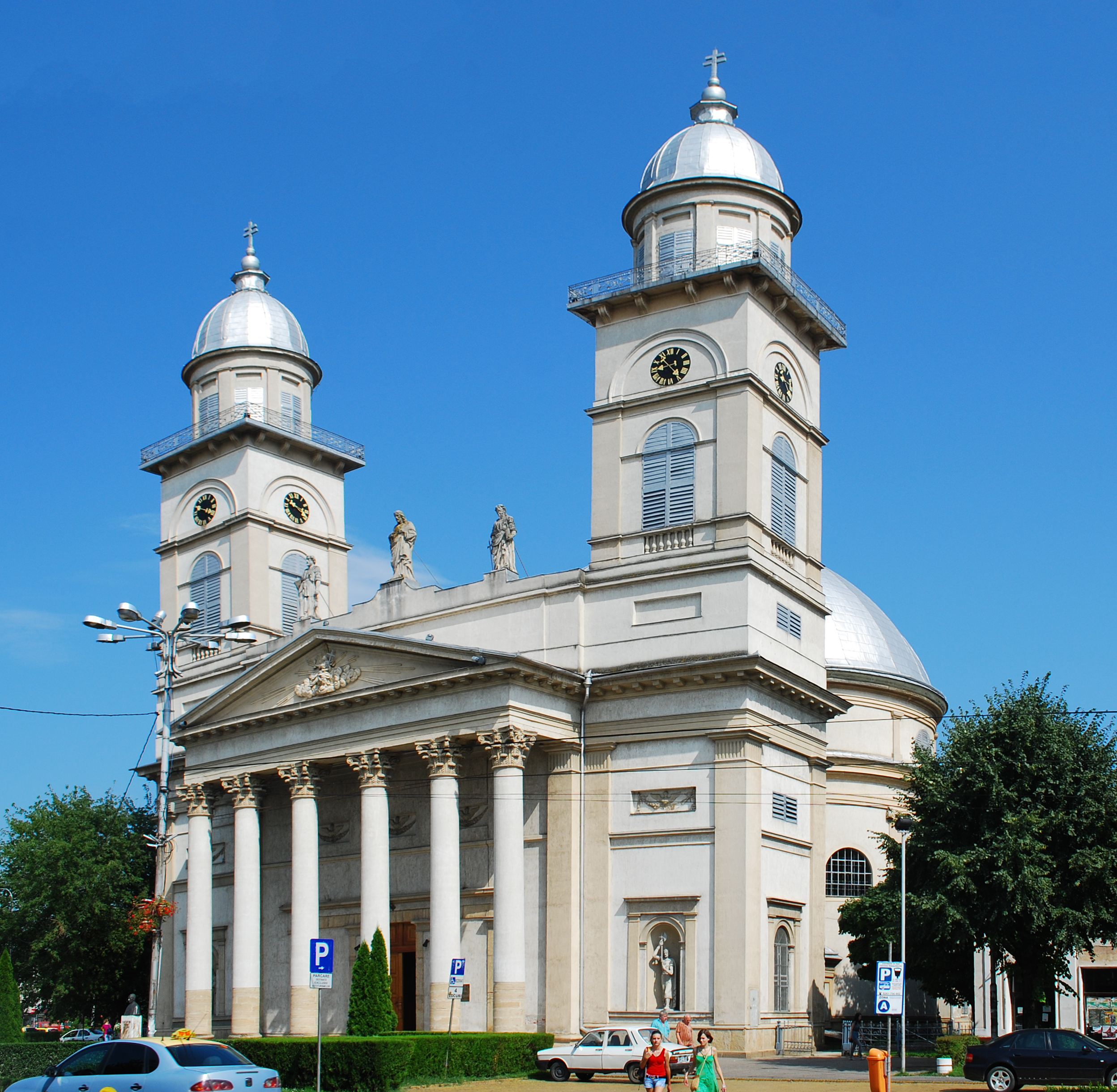
Catedrala romano-catolică din Satu Mare

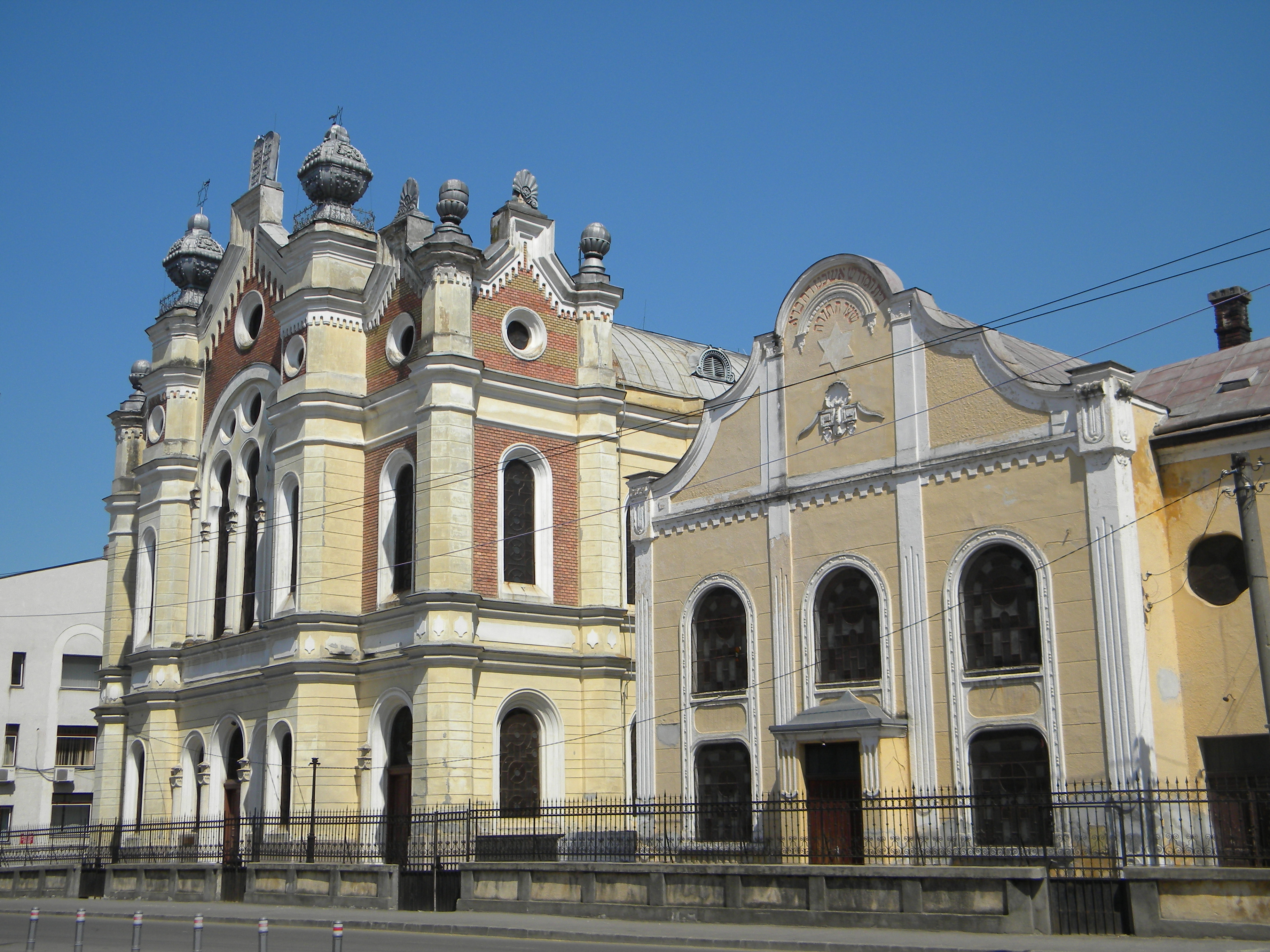
Sinagoga (Templul Mare) și Casa de Rugăciuni „Talmud Torah” din Satu Mare

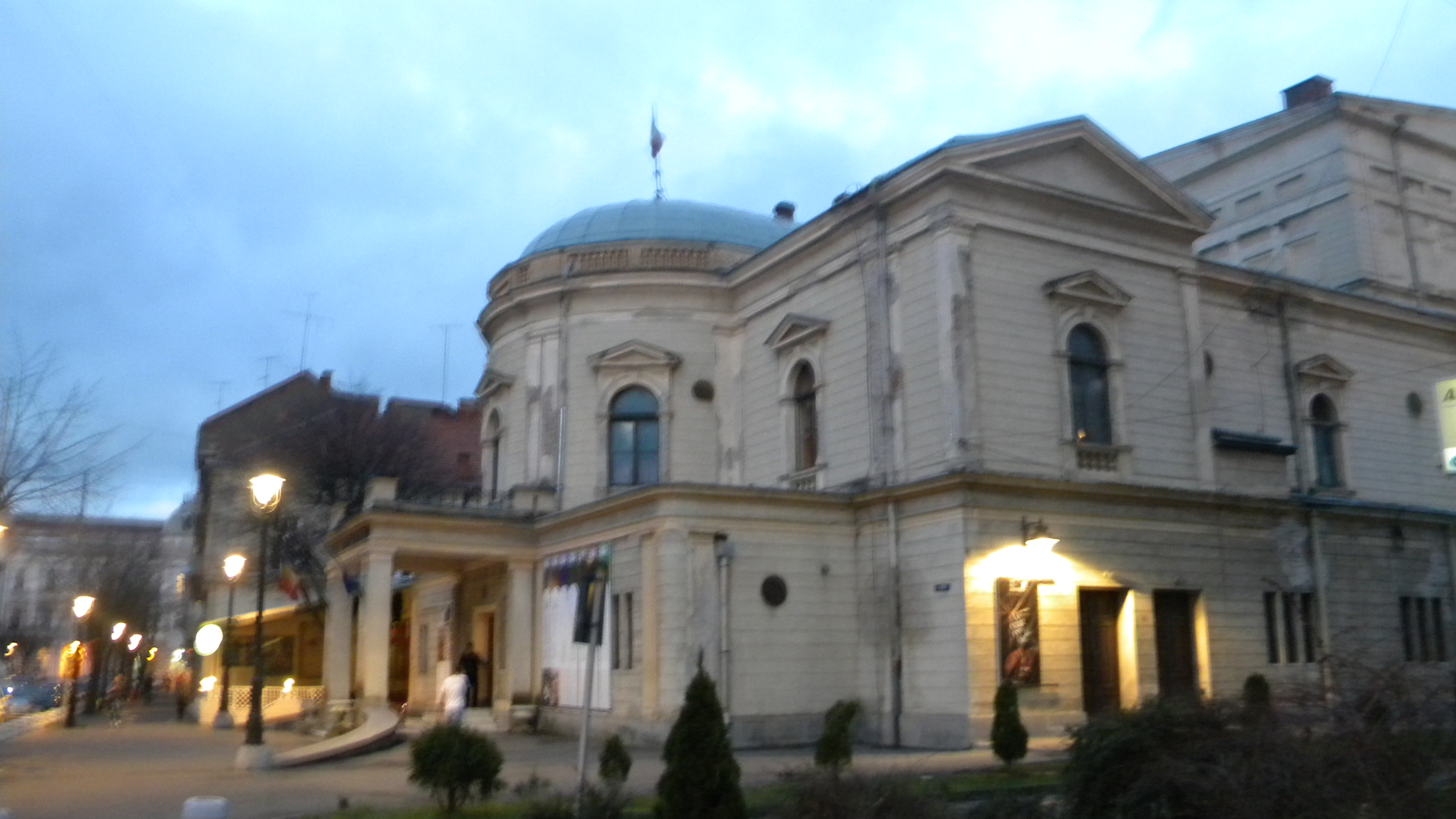
Teatrul din Satu Mare, sediul Teatrului de Nord

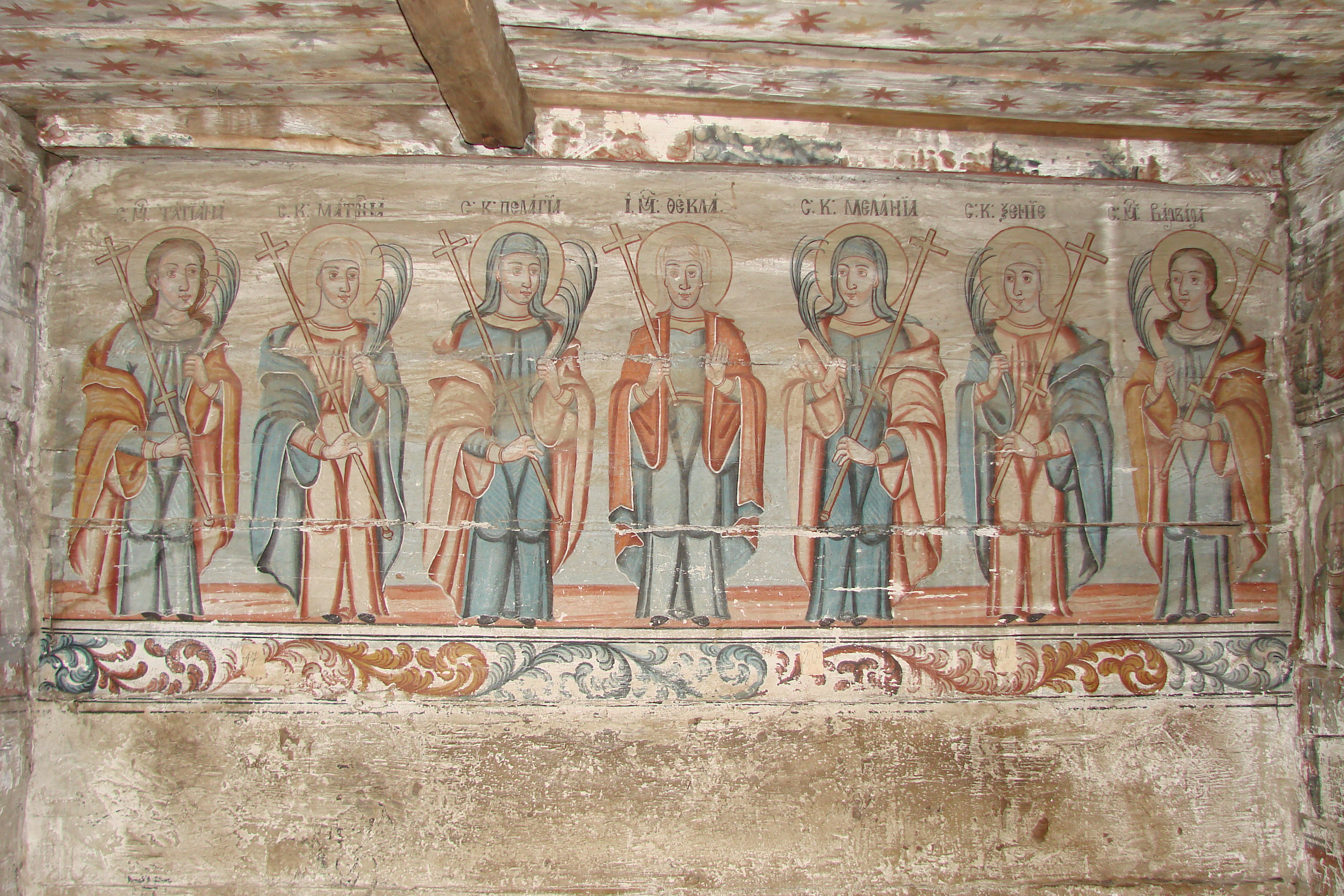
Pictură în pronaosul bisericii de lemn din Soconzel, dispărută în incediul din 3 octombrie 2009

- Acâș - cu obiectivele turistice: băile termale și fosta mănăstire benedictină.[2]
  - Biserica Reformată din Acâș - este una dintre cele mai vechi biserici din prima jumătate a secolului al XIII-lea. Edificiul a fost construit ca biserică romano-catolică pentru abația benedictină de la Acâș[3] și este considerat ca fiind unul din monumentele reprezentative pentru romanicul din Transilvania.[3][4][5][6][7][8][9]
  - Băile termale Acâș[2]
- Ady Endre (Eriu Mețenț) - satul natal al renumitului poet maghiar Endre Ady.[10] Aici se află:
  - Casa memorială Endre Ady - muzeu memorial biografic în casa natală a poetului.[11][12]
- Ardud este cunoscut prin următoarele obiective turistice:
  - Cetatea de la Ardud - s-a construit la sfârșitul secolului XV, la comanda lui Bertalan Dragfi, care a obținut drepturile de construcție de la regele ungar Matia Corvin. Ulterior, a fost posedată de Familia Báthory și distrusă în luptele dintre puterile regale ungare (habsburgice) și cele transilvănene. În 1730 a fost reconstruit de contele Sándor Károlyi, rămânând în continuare posesia familiei Károlyi. În capela cetății s-a căsătorit marele poet maghiar Sándor Petőfi cu Júlia Szendrey. Altarul în fața căruia s-au căsătorit cei doi se găsește, astăzi, în capela Palatului episcopal de la Satu Mare.[13][14][15][16][17]
  - Biserica romano-catolică din Ardud a fost construită de Bertold Drágffy în stil gotic. În urma trecerii la protestantism a familiei Drágffy, devine protestantă (în timpul lui Caspar Drágffy de Béltek) până la colonizarea șvabilor catolici. În această biserică s-a organizat, la 20 septembrie 1545, Sinodul de la Ardud, primul sinod protestant din Ungaria. În 1763 grof Antal Károlyi de Nagykároly a dăruit-o comunității romano-catolice. În grădina bisericii se află bustul cardinalului Tamás Bakócz, episcop de Eger, arhiepiscop-mitropolit de Strigonium (Esztergom), primat al Bisericii Romano-Catolice din Ungaria, Patriarh titular de Constantinopol, singurul candidat maghiar cu șanse pentru scaunul papal.[17][18]
  - În localitate se află două monumente (un obelisc[19][20][21] și o statuie[19][21]) legate de cultul lui Sándor Petőfi: una în parcul memorial situat vizavi de cetate, cealaltă în fața bisericii reformate.[22]
- Beltiug
  - Biserica romano-catolică - biserică construită în stil gotic, în 1482, de Bertold Drágffy. Aici se odihnește Bálint Prépostváry de Lokács, căpitan al cetăților Sătmar, Cașovia, Kálló și Eger, erou biruitor al Războiului cel Lung.[23][24]
- Berveni
  - Biserica reformată - biserică construită în 1802, în stil baroc clasicizant.[25]
- Bogdand
  - Biserica reformată - construită în secolul al XV-lea.[26]
  - Muzeul Etnografic Maghiar „Sipos Lászlo” (Muzeul Satului).[27][28]
- Bolda
  - Biserica de lemn din Bolda - datează din secolul al XVIII-lea, având hramul „Adormirea Maicii Domnului”.[29][30]
- Carei - important centru turistic, al doilea municipiu al județului (fostă reședință de comitat, centrul domeniilor Károlyi). Cele mai importante obiective turistice sunt: 
  - Ansamblul castelului Károlyi din Carei, castelul recent reconstruit al grofilor Károlyi, în care funcționează și un muzeu tematic. În grădina castelului se găsesc specii de plante rare și un manej.[31][32][33]
  - Biserica romano-catolică din Carei - una dintre cele mai frumoase biserici ale județului, construită în stil baroc.[34][35]
  - Teatrul orășenesc[36]
- Căpleni
  - Cripta Károlyi - cripta familiei Károlyi, construită de renumitul arhitect Miklós Ybl. Aici este înmormântat și groful Sándor Károlyi, celebrul căpitan al curuților.[37][38][39][40]
  - Biserica romano-catolică „Sfântul Anton de Padova”, construită în stil neoroman de Miklós Ybl, la solicitarea grofului György Károlyi de Nagykároly.[38][40][41]
- Corund
  - Biserica de lemn din Corund - datează din anul 1723 și are hramul „Sfinții Arhangheli Mihail și Gavriil”.[42][43]
- Hodod - în sat se află o biserică reformată construită în stil gotic și două castele importante, ambele construite de familia Wesselényi:
  - Castelul Wesselényi - lucrările pentru edificarea vechiului castel au fost începute încă în 1761 de soții Ferenc Wesselényi, baron de Hodod și contesa Zsuzsanna Rhédey (mătușa Claudiei Rhédey). După moartea lui  Ferenc Wesselényi, în 1770, lucrările sunt continuate de fiul lui, Farkas Wesselényi și soția acestuia, Júlia Bethlen - de aici provine blazonul dublu al familiilor Wesselényi și Bethlen de pe fațada clădirii, realizat de Anton Schuchbauer. Castelul a fost retrocedat familiei Bánffy (urmași pe linie maternă), ulterior, fiind cumpărat de un antreprenor maghiar.[44][45][46][47][48]numele
  - Castelul Degenfeld, cunoscut și sub numele de castelul cel nou sau Castelul Wesselényi-Kendeffy - a fost construit în stil eclectic pentru baronul József Wesselényi de Hadad, fiul mai mare al baronului Farkas Wesselényi , cu ocazia căsătoriei sale cu Ráhel Kendeffy (fiul mai mic, Farkas Wesselényi jr., a rămas cu părinții săi în castelul vechi, devenind moștenitorul acestuia). Ca gest de respect față de familia miresei, la comanda bătrânului baron, s-a expus și blazonul familiei Kendeffy pe peretele castelului (cele două blazoane se văd și azi). În 1882 Teréz Wesselényi, nepoata lui József Wesselényi, s-a căsătorit cu Christoph von Degenfeld-Schönburg, castelul ajungând în proprietatea grofilor Degenfeld, prin urmașii lor (de aici provine și denumirea de azi a castelului). Fiind retrocedat în 2006 familiei Degenfeld, castelul adăpostește, azi, Centrul Cultural Reformat „Degenfeld”, o tabără de dansuri populare și o tabără de creație, organizată anual de Centrul Județean pentru Conservarea și Promovarea Culturii Tradiționale Satu Mare al Consiliului Județean Satu Mare.[48][49][50][51]
  - Biserica reformată - biserică construită în stil gotic în secolul al XV-lea. Prima atestare a bisericii datează din 1461 (însă nu se știe perioada exactă a construcțiilor).[52]
- Lelei
  - Biserica de lemn din Lelei - datează din anul 1780 și are hramul „Sfinții Arhangheli Mihail și Gavriil”.[53][54][55]
  - Biserica Reformată - construită între 1783 - 1788 cu turn tipic arhitecturii bisericești din Sălaj.[56][57][58]
- Medieșu Aurit
  - Ruinele Castelul Lónyai (în alte surse: Lónyay) - castel construit în mai multe etape între secolele XIII - XVIII. De-a lungul istoriei a fost, succesiv, posesia familiilor Móriczfi, Meggyesi, Móriczhidai, Báthory, Lónyay, Wesselényi și Teleki. În perioada interbelică a fost posesia familiei regale române. Castelul a primit numele după Zsigmond (Sigismund) Lónyay, în timpul căruia a fost reconstruit în stil renascentist.[59][60][61][62]
  - Conacul Boross - conac construit în 1869 de Ignácz Boross. Ultimul proprietar, Zoltán Boross, s-a spânzurat după război. Nefiind revendicat de nimeni, edificiul se află într-o stare avansată de degradare, adăpostește locuințe sociale, iar în pivnița ei boltită funcționează o discotecă.[63][64][65]
  - Conacul Grosz din Medieșu Aurit - construit de Edward Grosz în secolul al XIX-lea, conacul a fost proprietatea familiei Grosz, o familie de proprietari evrei. Astăzi adăpostește primăria și consiliul local al comunei.[66][67]
- Moftinu Mare
  - În câmpia de la Moftinu Mare se află Monumentul Păcii de la Sătmar, un obelisc ridicat în amintirea eroilor căzuți în Răscoala lui Rákóczi. Aici a avut loc ultima bătălie a războiului de independență, care s-a sfârșit cu capitularea curuților în fața trupelor lobonților și, ca urmare, la 30 aprilie 1711, s-a încheiat Pacea de la Sătmar, în casa Vécsey (casă care s-a aflat pe locul actualului Palat Vécsey), în centrul vechi al orașului Satu Mare.[68][69][70]
- Negrești-Oaș - capitala Țării Oașului,[71][72] important obiectiv turistic datorită festivalurilor de folclor și a Muzeului Țării Oașului.[73][74]
  - Biserica de lemn din Lechința - se află la Negrești-Oaș, în Muzeul Țării Oașului, datează din prima jumătate a secolului XVII-lea.[75]
  - Schitul Luna Șes (sau Schitul Sfântul Arhidiacon Ștefan) este un complex monahal, format dintr-o biserică de lemn în stil maramureșean cu troiță, o casă monahală din lemn și gard împletit în stil tradițional oșenesc. A fost construit in perioada 2008-2012, iar biserica a fost târnosită de PS Justin Hodea Sigheteanul la 5 mai 2012. Se află în Luna, o localitate componentă a orașului Negrești-Oaș.[76][77][78][79][80][81][82][83]
- Satu Mare
  - Biserica ortodoxă „Adormirea Maicii Domnului” („catedrala”) - construită între 1932 și 1937, după planurile arhitectului bucureștean G. P. Liteanu, biserica este cea mai veche și cea mai monumentală biserică ortodoxă română din oraș, fiind, totodată, catedrala protopopiatului ortodox. Clădirea îmbină armonios stilul bizantin cu elemente tradiționale, respectând stilul bisericilor românești cu brâul exterior specific.[84]
  - Biserica Reformată cu lanțuri - proiectat de Preinlich Zsigmond și construit între 1788 și 1807 în stil baroc german (copf), Biserica cu lanțuri este cea mai veche biserică a orașului.[85][86][87][88]
  - Catedrala Greco-Catolică „Sf. Arhangheli Mihail și Gavril” - este cea de-a doua biserică greco-catolică română a orașului. Vechea biserică, folosită, inițial, și de greco-catolicii ruteni, a fost construită în 1803, în stil baroc, fiind demolată în 1932 pentru a face loc unui lăcaș mai cuprinzător. Noua biserică a fost construită pe locul bisericii demolate între 1932 și 1937, după planurile arhitecților Victor Smigelschi și G. P. Liteanu. Stilul construcției este inspirat de arhitectura românească tradițională.[89][90][91][92]
  - Catedrala romano-catolică - catedrala cu hramul "Înălțarea Domnului", este biserica catedrală a Episcopiei Romano-Catolice de Satu Mare. Monumentul a fost edificat în stil clasicist, la începutul secolului al XIX-lea. Construită din inițiativa episcopului Hám János și proiectată de renumitul arhitect maghiar Hild József, biserica este unul dintre cele mai importante obiective turistice ale orașului.[93][94][95]
  - Hotelul Dacia (Pannonia) din Satu Mare - construit în 1902, în stil secesionist unguresc, după planurile arhitecților Bálint Zoltán și Jámbor Lajos, Hotelul Dacia este, probabil, cel mai emblematic monument din Satu Mare. Macheta hotelului a obținut premiul II la Expoziția Mondială de la Viena.[96][97][98][99]
  - Palatul Episcopal din Satu Mare - proiectat de arhitectul conților Károlyi, Joseph Bitthauser, și construit între 1804 și 1840, în stil clasicist, palatul episcopal este reședința episcopilor romano-catolici de Satu Mare și sediul Grupului Școlar Teologic Romano-Catolic „Hám János”. În capela episcopală se află altarul în fața căruia s-a căsătorit renumitul poet maghiar Sándor Petőfi cu Szendrey Júlia, în capela cetății de la Ardud.[100][101]
  - Templul Mare - lăcaș de cult evreiesc din municipiul Satu Mare, localizat pe Str. Decebal (fosta stradă Várdomb, adică "Dâmbului cetății") nr. 6. A fost construit între anii 1889-1892 în stil maur.[102][103][104]
  - Teatrul din Satu Mare, sediul Teatrului de Nord - este cea de-a doua clădire de teatru în oraș (prima fiind demolată în 1889). Temeliile ei au fost depuse pe 18 mai 1892, inaugurarea având loc la 14 ianuarie 1892, în cadrul unei ceremonii festive. Proiectul a fost realizat de Voyta Adolf, arhitect din Pápa, lucrările au fost efectuate sub supravegherea arhitectului Szikszay Lajos din Debrețin, iar decorațiile interioare au fost create de Spanraft și Hirsch.[105][106][107]
  - Turnul Pompierilor - a fost construit în anul 1904, din inițiativa episcopului Gyula Meszlényi, fiind proiectat de Ferencz Dittler și construit de Lajos Vajnay. Astăzi, turnul este un obiectiv turistic de mare atracție, fiind vizitat zilnic de cca. 50 de vizitatori.[108][109]
  - Aquastar - primul și unicul aquapark din regiune.[110]
  - Nord West Termal Park Satu Mare - complex ștrand cu bazine de înot, bazine termale și bazine pentru copii[111]
- Săuca - aici s-a născut, la data de 8 august 1790, Ferenc Kölcsey, unul dintre cei mai mari poeți a literaturii maghiare, autorul imnului național al Ungariei. Statuia lui se află în fața bisericii reformate, pe casa lui natală este expusă o placă memorială, încoronată în fiecare an la data nașterii al poetului. În vecinătatea statuii (în curtea bisericii reformate) se află și Muzeul Memorial Kölcsey Ferenc[112][113][114][115][116][117]
- Soconzel
  - Biserica de lemn din Soconzel - era datată relativ din anul 1777 și avea hramul „Sfinții Arhangheli Mihail și Gavriil”. A ars pe data de 3 octombrie 2009. Se păstrează ruinele carbonizate.[118][119][120][121][122]
- Tășnad
  - Biserica reformată - s-a construit în 1476, în stil gotic, ulterior, s-au efectuat modificări în stil baroc protestant (copf) cu turn baroc.[123][124]
  - Băile termale de la Tășnad[125][126][127]
- Urziceni
  - Biserica romano-catolică - biserică construită în stil baroc în 1751 și reconstruită în stil clasicist după incendiul din 1861.[128][129][130][131]
  - Căpâlna Sfântul Ioan Nepomuk - construită în 1772[130][131]

### Subregiuni istorice și etnografice

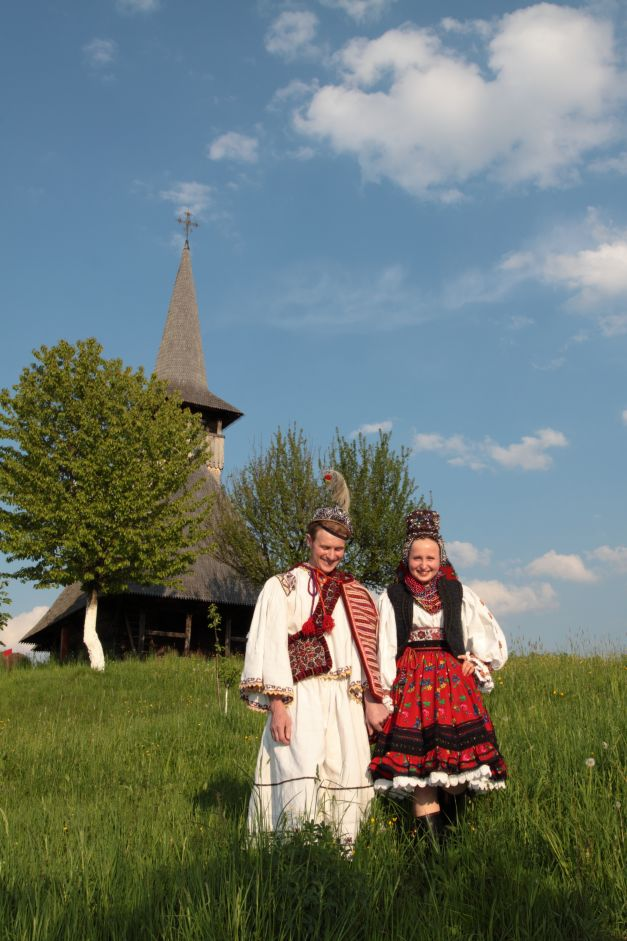
Pereche de dansatori ai Ansamblului folcloric Oașul în fața bisericii de lemn din Lechința, monument păstrat în Muzeul Țării Oașului

Localitățile de pe teritoriul actual al Județului Satu Mare aparțin la diferite subregiuni, ținuturi, sau în terminologie arhaică „țări” istorice și subdiviziuni etnografice, dintre care cea mai cunoscută este Țara Oașului. Acestea se disting prin caracteristici geografice, etnografice și prin folclorul, religia, obiceiurile, tradițiile și/sau dialectul vorbit de locuitori: 
- „Sătmarul” (Szatmár) - în sensul mai larg al cuvântului este denumirea etnografică generală a regiunii etnolingvistice, predominant maghiare de pe Câmpia Someșului, numit în etnografia și geografia maghiară Câmpia Sătmarului, care se distinge prin caracteristici geografice, folclor (portul sătmărean), dansuri (dansurile sătmărene), cântece și muzica (muzica populară sătmăreană), dar, parțial, și prin religie (maghiarii sătmăreni fiind, în mod tradițional, de religie reformată). Teritoriul Sătmarului este aproape identică cu teritoriul Comitatului Sătmar, înafara zonelor de munte (zona Baia Mare - Baia Sprie și Oașul) și este alcătuită din mai multe subregiuni și microregiuni geografice și etnografice, numite în terminologia maghiară: Tiszahát, Túrhát, Szamoshát, Erdőhát, Rétoldal, Palágyság etc. Azi se află pe teritoriul Ungariei (estul județului Szabolcs-Szatmár-Bereg) și României (vestul județului actual Satu Mare), respectiv o parte mai mică pe teritoriul Ucrainei.[132][133][134][135][136][137][138][139][140][141][142]
- Satele șvăbești - localitățile șvabilor sătmăreni se găsesc în jurul orașelor Carei și Ardud , respectiv între aceste două orașe, pe tot teritoriul domeniilor grofilor Károlyi (grofii au colonizat șvabi inclusiv și la Carei și Ardud). O parte dintre aceste sate (de exemplu, Vállaj, în germană Wallei) se găsesc azi pe teritoriul Ungariei, dar marea lor majoritate sunt pe teritoriul actualului județ Satu Mare. Cele mai importante localități șvabe sunt: Foieni (Feinen), Petrești (Petrifeld), Urziceni (Schinal), Beltiug (Bildegg), Tiream (Wiesenfeld), Căpleni (Kaplau), dar trăiesc și azi importante comunități șvabe în orașele Ardud (Erdeed) și Carei (Großkarol). Aceste localități se disting prin religie (romano-catolică), arhitectura satelor, tradiții și limbă. Dialectul șvab al limbii germane este vorbită amestecat cu limba maghiară, șvabii fiind puternic asimilați lingvistic în maghiarime, însă mulți șvabi asimilați lingvistic și-au păstrat identitatea lor șvabă, puternic bazată și pe apartenența lor la cultul romano-catolic (ceea ce i-a deosebit și îi deosebește și azi de maghiarii reformați al Sătmarului).[143][144][145][146][147]
- Țara Oașului - o regiune geografică și etno-culturală românească alcătuită din Depresiunea Oașului, respectiv din munții Munții Oaș și Gutâi, vestit pentru tradițiile sale specifice, care s-au conservat în forme originale până aproape de zilele noastre. Capitala și cel mai mare oraș al Țării Oașului este Negrești Oaș. Locuitorii acestui ținut istoric sunt numiți adeseori oșeni, un subgrup etnic românesc, care se distinge prin bogăția tradițiilor, prin folclor (muzica, dansurile și arta populară), prin arhitectura bisericească (vezi bisericile de lemn din Țara Oașului), dar, parțial, și prin religie (în trecut oșenii au fost greco-catolici, o parte dintre ei declarându-se, azi, ortodocși).[148][149]
- Regiunea „Tövishát” (în traducere: Dealul Spinilor) - subregiune geografică și etnografică maghiară a regiunii Sălaj (Szilágyság) cu centrul la Cehu Silvaniei, care se distinge prin particularități etnolingvistice, prin dansuri și obiceiuri, prin religia predominant reformată a locuitorilor și prin folclor. Regiunea Tövishát se află pe teritoriul actualelor județe Sălaj, Bihor și Satu Mare. Localitățile care azi se găsesc pe teritoriul județului Satu Mare sunt: Lelei, Bogdand și Hodod. Aceste localități au aparținut la comitatul istoric Sălaj și sunt puternic legate cultural și economic de orașul Cehu Silvaniei.[150][151][152][153]
- Zona Ierului sau Zona Eriului (în maghiară Érmellék) - subregiune geografică și etnografică a regiunii Partium / Crișana, în zona râului Ier (în limba maghiară Ér), pe Câmpia Ierului. Denumirea regiunii apare pentru prima dată în 1445, în documentele prelaturii de la Lelesz, sub forma de „Ermellek terrae arabilis”. Zona este populată în majoritate de maghiari și se caracterizează prin geografia, folclorul, portul și confesiunea predominant reformată a locuitorilor. Cea mai mare parte a subregiunii se află azi pe teritoriul județului Bihor, dar câteve localități se află și pe teritoriul județelor Sălaj și Satu Mare, respectiv și pe teritoriul Ungariei (în județele Hajdu-Bihar și Szabolcs-Szatmár-Bereg). Denumirea maghiară a localităților din zona Ierului conține adeseori și denumirea râului Ier, de exemplu: Érmindszent (Eriu-Mețenț, azi Ady Endre), Érszentkirály (Eriu-Sâncrai), Érmihályfalva (Valea lui Mihai), Érgirolt (Ghirolt), , Érdengeleg (Dindești), Érendréd (Andrid), Érkörtvélyes (Curtuișeni, Bihor), Érsemjén (Șimian, Bihor), Érselénd (Șilindru, Bihor), Érkenéz (Voivozi, Bihor), Érszakácsi (Săcășeni), Érkőrös (Chereușa), Érbogyoszló (Buduslău, Bihor), Érolaszi (Olosig, Bihor), Érköbölkút (Cubulcut, Bihor) etc. Localitățile aflate pe teritoriul actual al județului Satu Mare sunt: Ady Endre, Eriu-Sâncrai, Ghirolt, Dindești, Andrid, Săcășeni, Chereușa, Ghenci, Tiream, Santău, Pir, Pișcolt etc.[154][155][156][157][158]

### Festivaluri și evenimente culturale
- Ardud
  - Festivalul Medieval[159][160][161][162]
- Carei

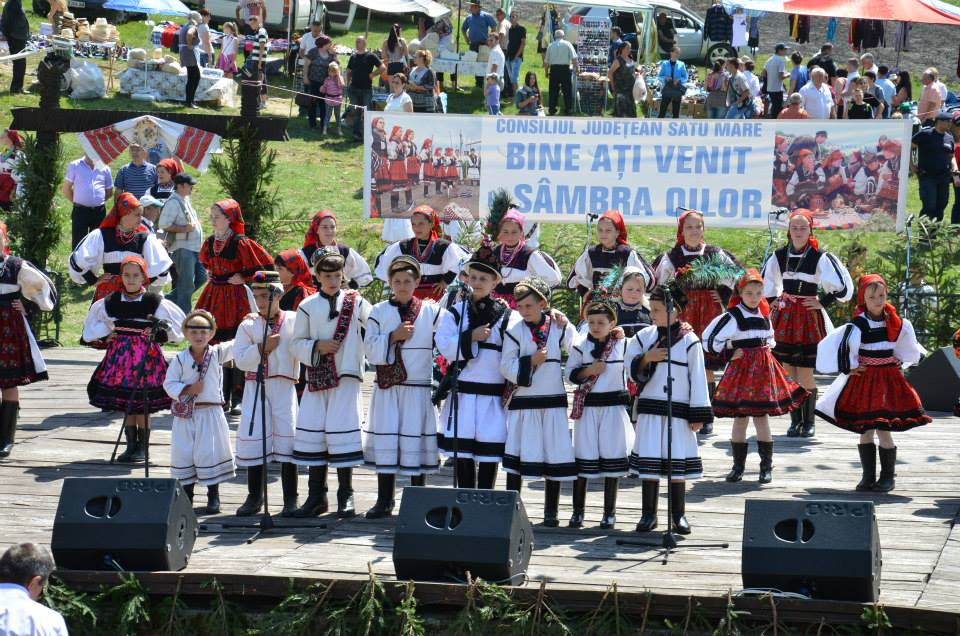
Festivalul Național Sâmbra Oilor este cel mai mare festival din Țara Oașului (și unul dintre cele mai importante evenimente din județ) organizat anual la Huta-Certeze

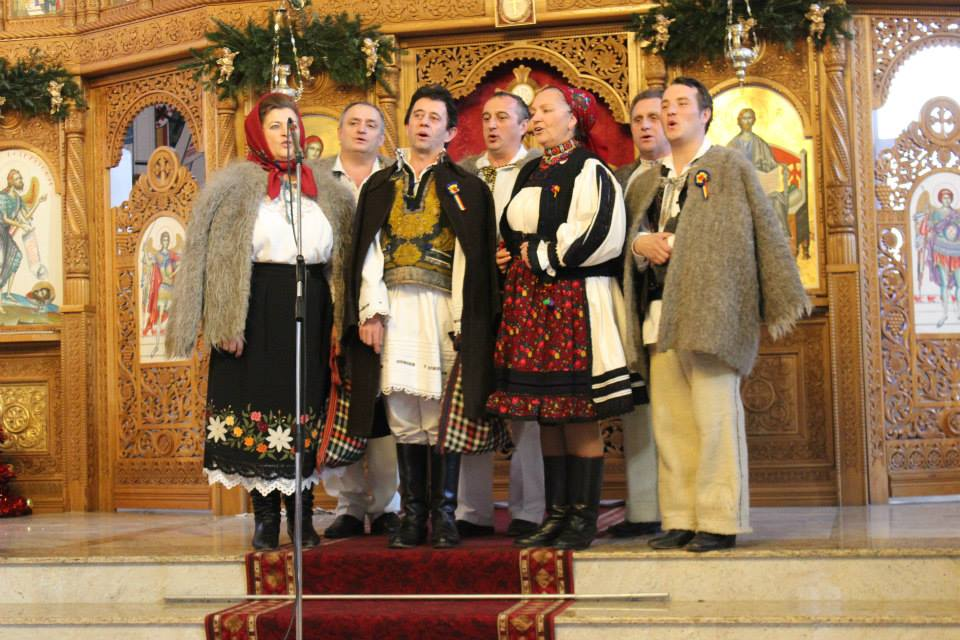
Grupul Flori de Cântec Românesc la Festivalul Datinilor și Obiceiurilor de Iarnă din Negrești-Oaș

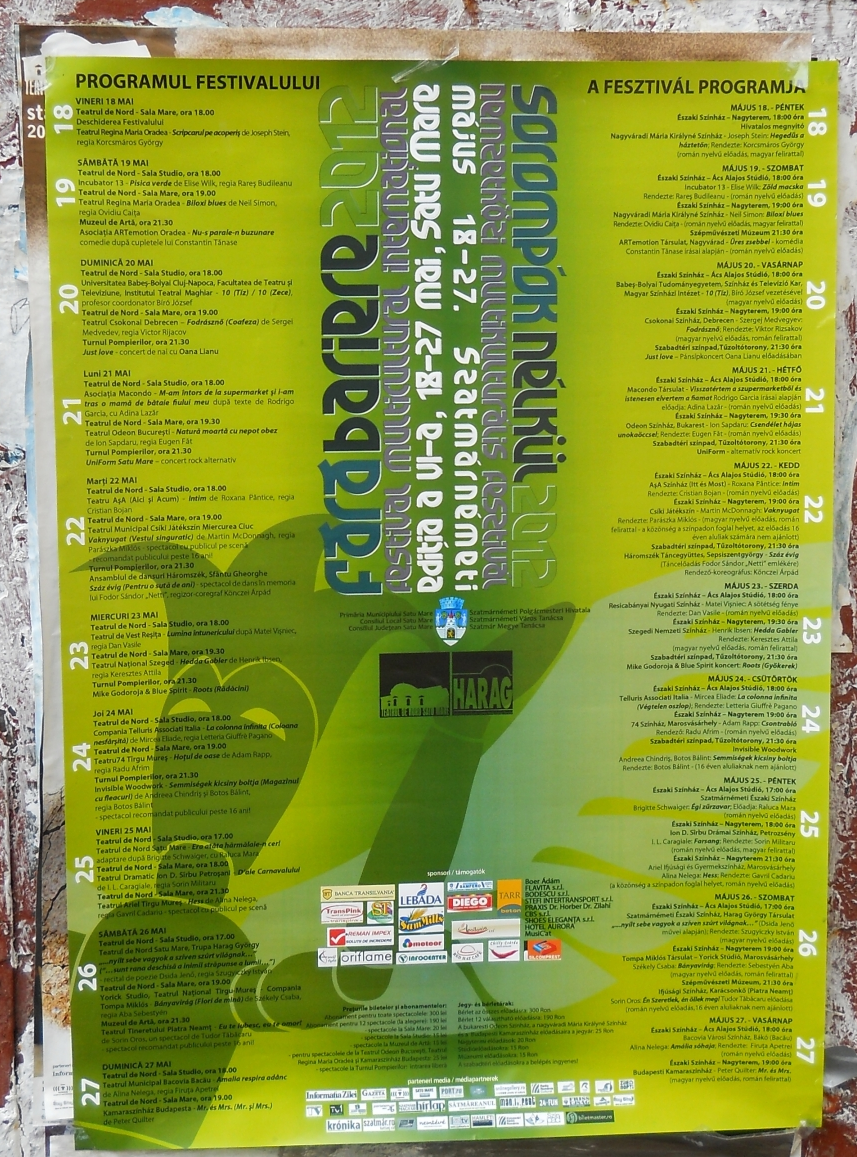
afișul Festivalului „Fără Bariere”

  - Festivalul Internațional de Teatru pentru Studenți SPOT - festival de teatru cu participarea studenților români și maghiari de la universitățile de teatru din România, Ungaria, Serbia etc.[163][164][165]
  - Festivalul Medieval ,,Villa Karul” - eveniment organizat de Direcția de Cultură și Fundația Centrului de Promovare a Turismului Cultural „Grof Károlyi”, cu sprijinul Primăriei și Consiliului Local Carei[166][167][168]
- Huta-Certeze
  - Festivalul Național Sâmbra Oilor - cel mai mare festival din Țara Oașului, se desfășoară în fiecare an în luna mai, având la bază vechiul obicei oșenesc numit sâmbra oilor.[169][170][171][172]
- Negrești-Oaș
  - Festivalul Datinilor și Obiceiurilor de Iarnă - festival-concurs dedicat sărbătorilor de iarnă. Festivalul se organizează în fiecare an, în orașul Negrești-Oaș, capitala Țării Oașului. Conform tradiției, evenimentul debutează cu parada colindătorilor, fiecare grup prezentându-și ținutele autentice specifice zonei de proveniență, parada pornește de la biserica veche a orașului Negrești-Oaș și parcurge centrul orașului până la catedrala ortodoxă a Țării Oașului.[173][174][175][176][177][178]
- Satu Mare
  - Festivalul Multicultural Internațional „Fără Bariere” - festival internațional de teatru, organizat de secția română și cea maghiară a Teatrului de Nord și finanțat de Consiliul Local și Consiliul Județean. Este cel mai important festival cultural sătmărean.[179][180][181][182][183]
  - Festivalul Internațional al Romilor, Satu Mare - festivalul comunităților țigănești (romungro, beas, gabor), finanțat de Primăria Satu Mare.[184][185][186][187]
  - Oktoberfest - festivalul de bere al șvabilor sătmăreni, organizat de Asociația Economică Germano-Română cu sprijinul Primăriei Satu Mare. În programul festivalului sunt incluse, anual, diferite evenimente culturale.[188][189][190][191]
  - SamJAZZ, mai târziu: Samfest Jazz - a fost un festival de jazz, finanțat de conducerea locală.[192][193][194][195][196][197]
  - SamROCK, mai târziu: Samfest Rock - a fost un festival de muzică rock, metal și punk, finanțat de conducerea locală.[192][193][194][198]
  - Zilele Culturale Sătmărene - a fost o serie de evenimente culturale de muzică clasică, teatru, muzică pop, rock, jazz și folk, organizat de Primăria Satu Mare. În cazul unor ediții, în această serie de evenimente erau cuprinse și festivalurile SamRock, SamJazz, Oktoberfest, etc.[199][200]
  - Zilele Maghiare Partium (Partiumi Magyar Napok) - festivalul cultural și de gastronomie a maghiarilor din Partium, organizat de UDMR Satu Mare cu sprijinul conducerii locale.[201][202][203][204][205]
  - Zilele Muzicale Sătmărene - festival internațional de muzică simfonică, găzduit de Filarmonica „Dinu Lipatti”, cu sprijinul conducerii locale.[206][207]

## Suprafața
Județul Satu Mare are o suprafață de 4.418 km² (1,9 % din teritoriul național). Folosința terenurilor :
- 72 % terenuri agricole
- 18 % păduri
- 3 % râuri
- 7 % alte suprafețe

Județele învecinate sunt județele Bihor, Sălaj și Maramureș.

## Relief
Altitudini: de la 120 m până la 1.240 m
- câmpii (63 %)
- dealuri (20 %)
- munți (17 %)

## Climă
Clima este de tip temperat-continentală. Maxima înregistrată a fost de +39,4 °C, la Carei, iar minima de -30,4 °C, la Satu Mare.
Județul Satu Mare are clima temperat-continentală, moderată cu veri puțin mai călduroase și ierni ceva mai blânde decât în restul țării. În schimb, în zona de șes a teritoriului prezentat, care cuprinde partea Nordică a Câmpiei de Vest, iernile sunt mai lungi și verile mai moderate, față de partea centrală sau sudică a acesteia.
Regimul termic
Temperatura medie anuală în diferite stațiuni este următoarea: Carei - 9,8 °C, Satu Mare - 9,7 °C, iar la poalele Munților Oaș-Gutâi 8 °C. Maxima și minima absolută au fost înregistrate la Carei și anume + 39,5 °C în iulie 1952, respectiv -30,6 °C în ianuarie 1929. Pe baza observațiilor făcute timp de 70 de ani (1896-1970), valorile medii ale temperaturilor înregistrate la Satu Mare se prezintă astfel: primăvara 10,2 °C, vara 19,6 °C; toamna 10,8 °C; iarna -1,7 °C. Regimul termic al Careiului este asemănător. În Depresiunea Oașului, unde au fost măsurate valori mai scăzute, se înregistrează amplitudini anuale mai mici ale temperaturii.
Numărul zilelor de iarnă cu îngheț în zona de câmpie este de 50-60. Regiunile vestice cu exces de umiditate, favorizează apariția brumelor de toamnă timpurie.
Durata de strălucire a soarelui, cu cel mai mare număr de ore pe an, se înregistrează în partea sud-vestică (peste 1600 ore) și centrală (1500- 1600 ore) al județului, pe când în nord este sub 1400 ore.
Precipitațiile și regimul termic
Cantitatea medie a precipitațiilor variază între 600 mm în partea de vest a teritoriului și 1200 mm în Masivul Ignișului. În zonele de șes există variații anuale între 400–1000 mm. Valorile extreme înregistrate în stația Satu Mare au fost 1045 mm în 1912, respectiv 378,2 mm în 1961.
În regiunile de câmpie zăpada persistă de regulă numai în ianuarie și, parțial, în luna februarie, pe când în etajul montan acoperă solul timp de 4 luni pe an. La Certeze, în partea superioară a Sălătrucului, în unii ani, zăpada persistă sub formă de mici pete chiar și în luna mai. Pe teritoriul județului Satu Mare umiditatea atmosferică cu o medie anuală de 71%, pe tot cursul anului se menține destul de ridicată (vara 64% și iarna 83%), favorizând dezvoltarea normală a plantelor cultivate. Nebulozitatea este redusă, astfel (5,5 zile) determinând un număr mare de zile însorite pe an (70-75 zile).
Presiunea atmosferică și regimul vânturilor
Întrucât teritoriul județului Satu Mare are o altitudine medie mică, se înregistrează valori ridicate de presiune atmosferică, în jur 1000 mb. Vânturile dominante sunt cele în sectorul nord-vestic, primăvara și vara fiind mai frecvente cele vestice, care, de obicei, sunt însoțite de ploi, iar toamna și iarna cele estice și nord-estice. Vânturile foarte puternice sunt foarte rare.
Caracteristice microclimatice locale
În general, clima județului Satu Mare este unitară, dar există și unele particularități locale, demne de remarcat, cu influență asupra covorului vegetal natural.
Astfel, clima Munților Gutâi este mult mai aspră decât a celorlalte zone învecinate. Aceasta are repercusiuni și asupra topoclimatului Depresiunii Oașului, care este puțin mai rece și mai umed față de cel al câmpiei. În Culmea Codrului dezvoltarea vegetației este influențată, în primul rând, de cantitatea mare de precipitații (800 mm/an). Durata mare de strălucire a soarelui în sectorul sud-vestic al județului influențează, în special, dezvoltarea covorului vegetal al plantelor cu expoziție sudică. În schimb, văile reci și cu nebulozitate pronunțată ale Câmpiei Nirului au favorizat persistența unor specii de plante, care, în general, apar în etajul montan.
Bibliografie: Carol Karacsonyi "Flora și vegetația județului Satu Mare"

## Rețea hidrografică
- râul Someș (60 km în județ),
- râul Tur (66 km în județ),
- râul Crasna (57 km în județ).

## Populație
Componența etnică a județului Satu Mare
     Români (57,7%)
     Maghiari (34,5%)
     Romi (5,3%)
     Germani (1,5%)
     Altă etnie (1%)

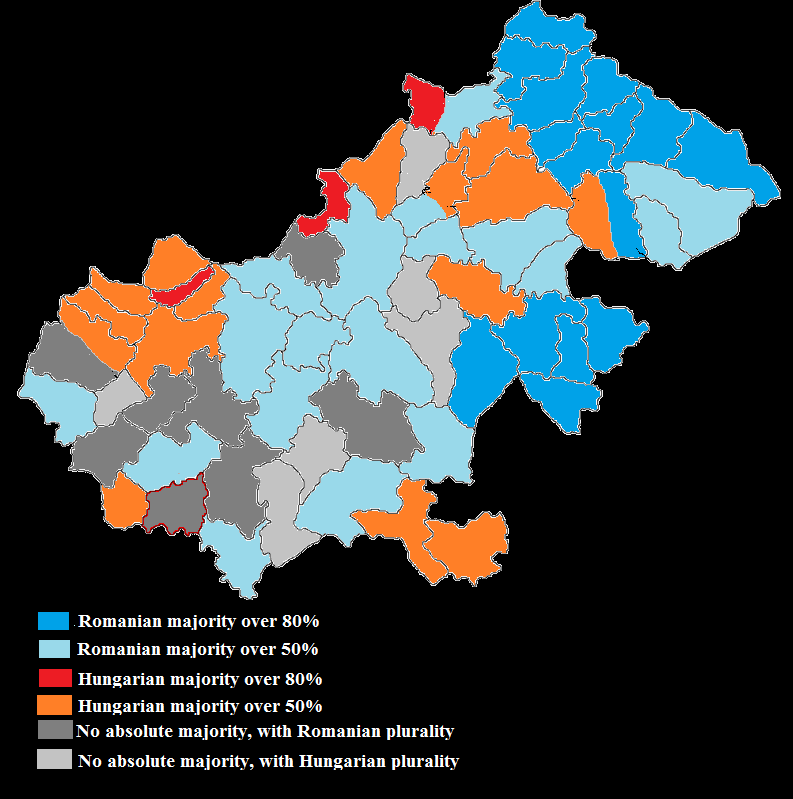
Harta etnică a Județului Satu Mare.

Populația totală a județului: 329.079 locuitori:
- 44 % populație urbană
- 56 % populație rurală

Județul ocupă ca populație locul 29 din cele 41 de județe ale României:
- Densitate: 83,5 locuitori pe km2 .

La recensământul din 20 octombrie 2011, structura populației pe etnii este următoarea:
- 190.000 români
- 113.500 maghiari
- 17.500 rromi
- 5.000 germani (șvabi)

Conform recensământului din 2021, structura populației pe etnii este:
- 182.750 - 55,27% români
- 93.491 - 28,27% maghiari
- 16.340 - 4,94% rromi
- 3.722 - 1,13% germani (șvabi)
- 1.361 - 0,41% ucraineni

## Structura administrativă
Împărțirea administrativă a județului este următoarea :
- două municipii
  - Satu Mare (101.026 locuitori),
  - Carei (20.775 locuitori),
- patru orașe
  - Negrești Oaș (10.334 locuitori),
  - Tășnad (8.631 locuitori),
  - Livada (4.824 locuitori),
  - Ardud (4.070 locuitori)
- 56 comune (având 226 sate – 206.593 locuitori).

## Personalități
Vezi și Lista episcopilor romano-catolici de Satu Mare, Lista directorilor teatrului din Satu Mare.

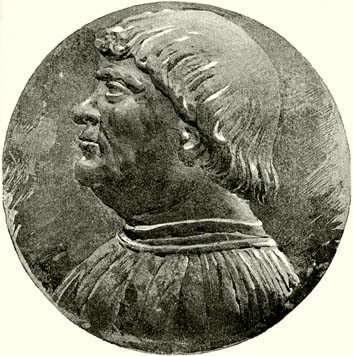
Tamás Bakócz

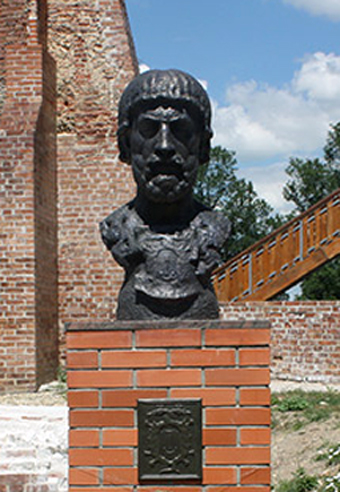
Bartolomeu Dragfi

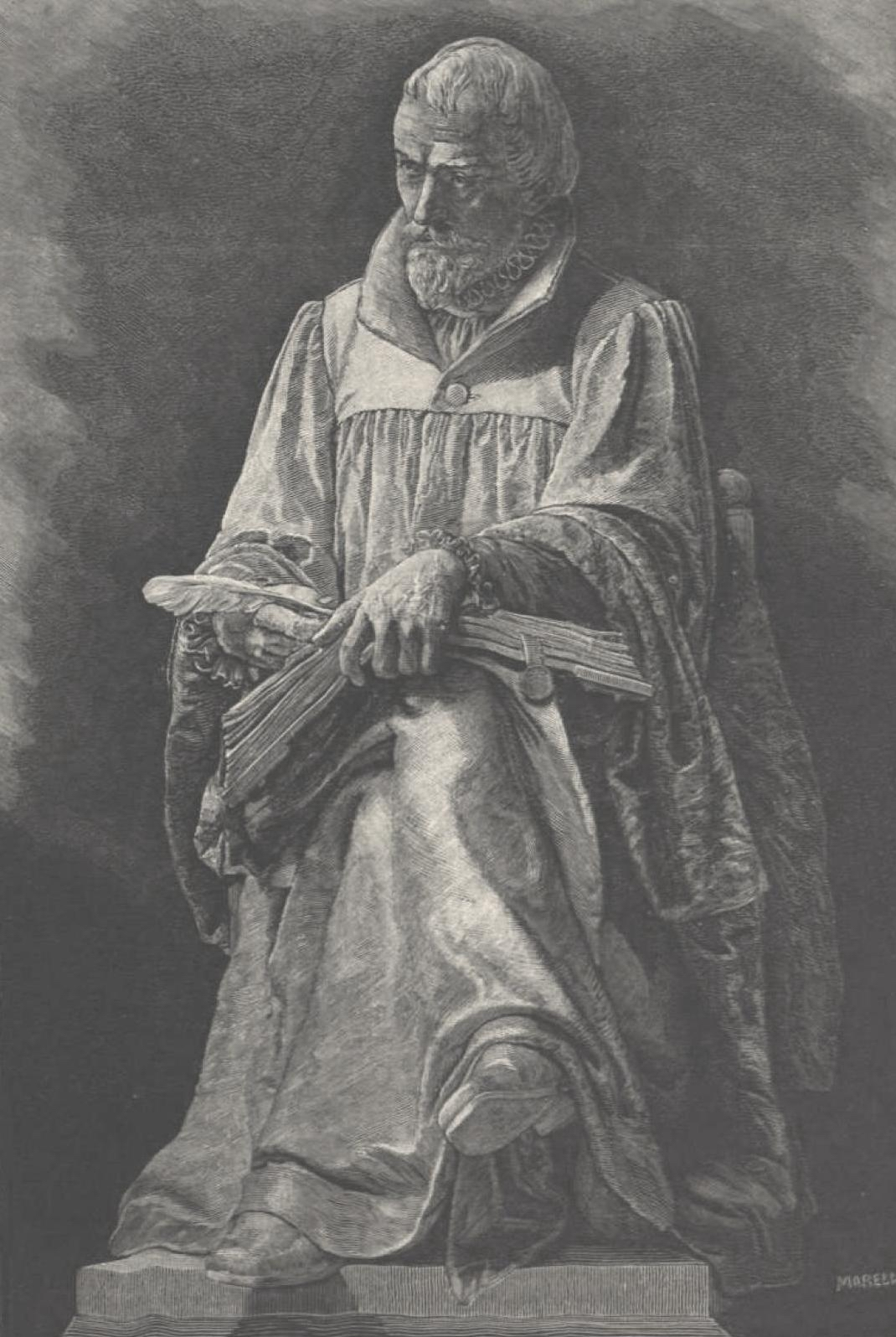
Gáspár Károli

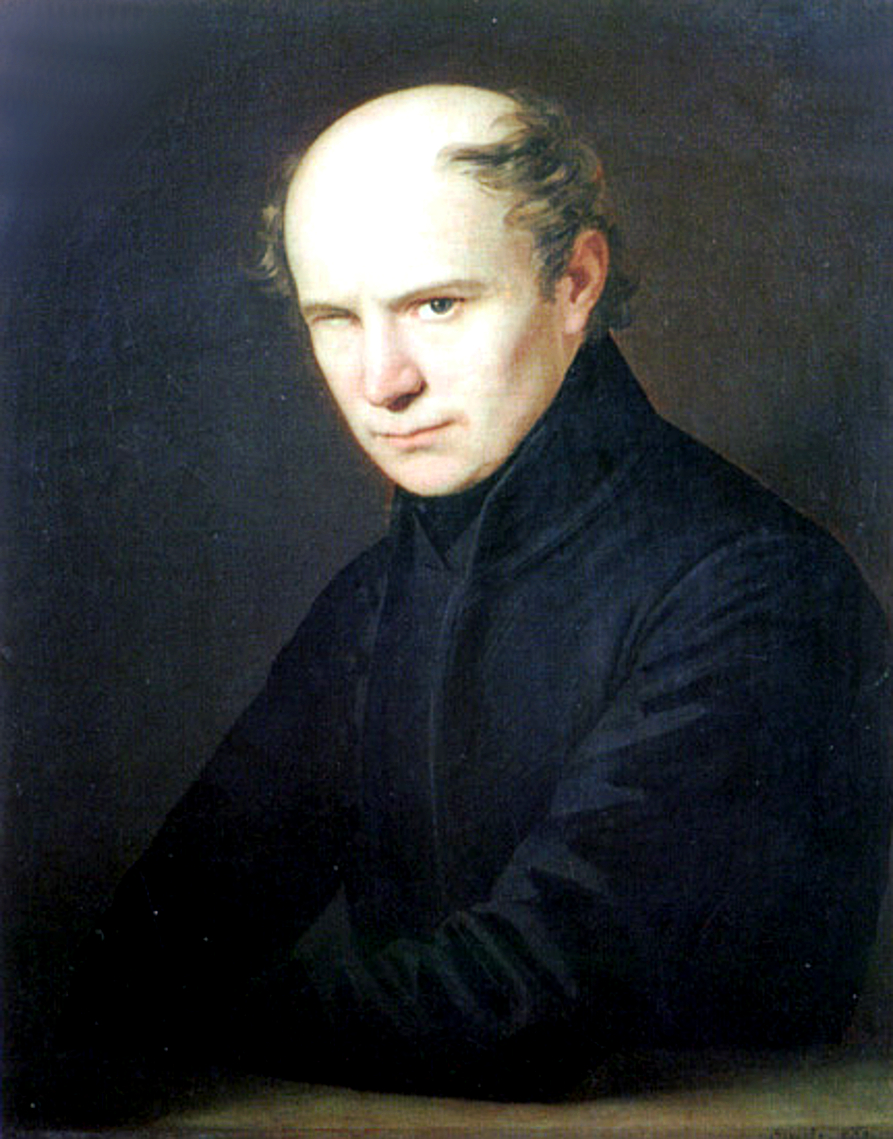
Ferenc Kölcsey

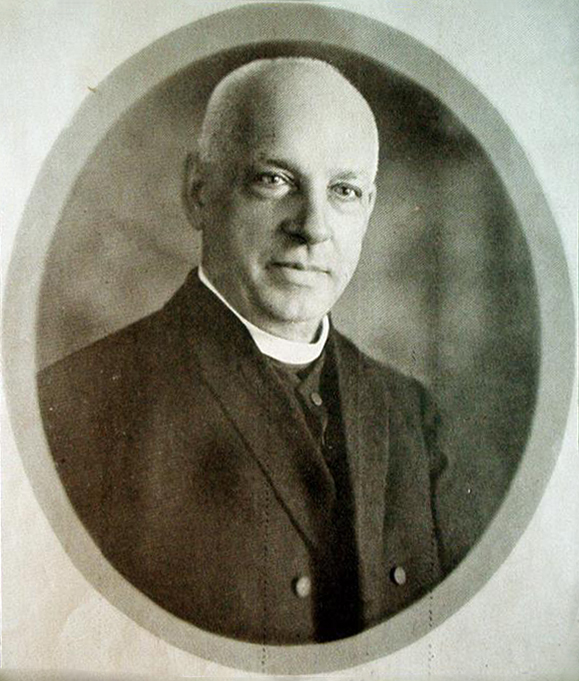
Vasile Lucaciu

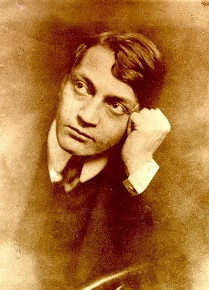
Endre Ady

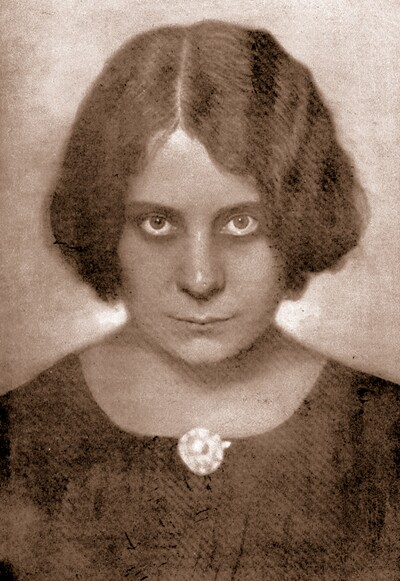
Margit Kaffka

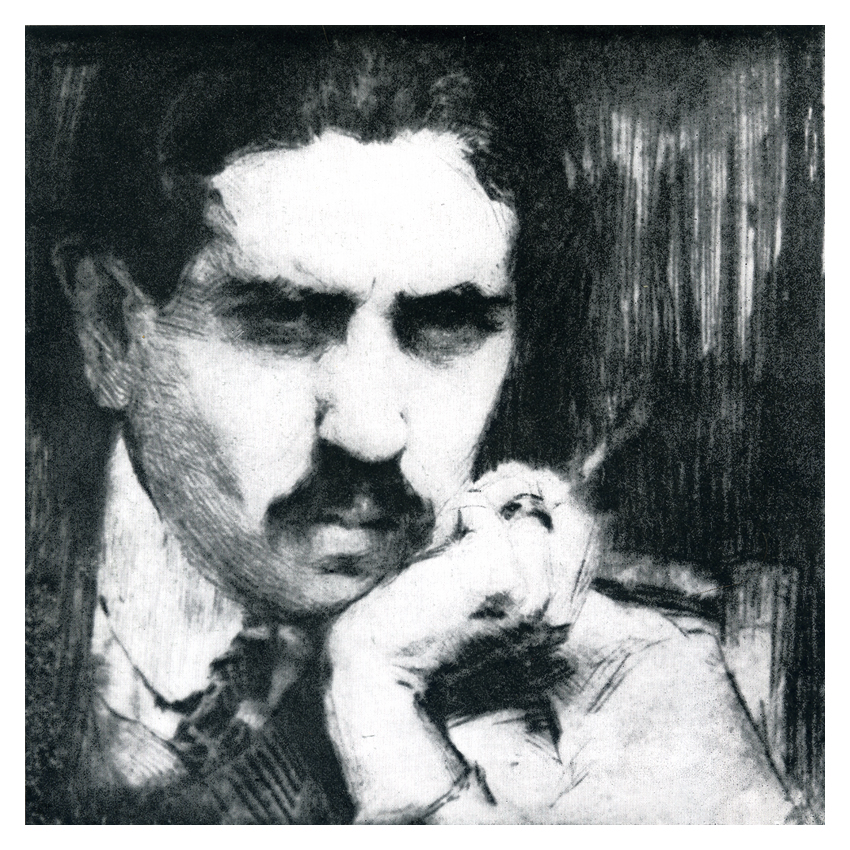
Aurel Popp

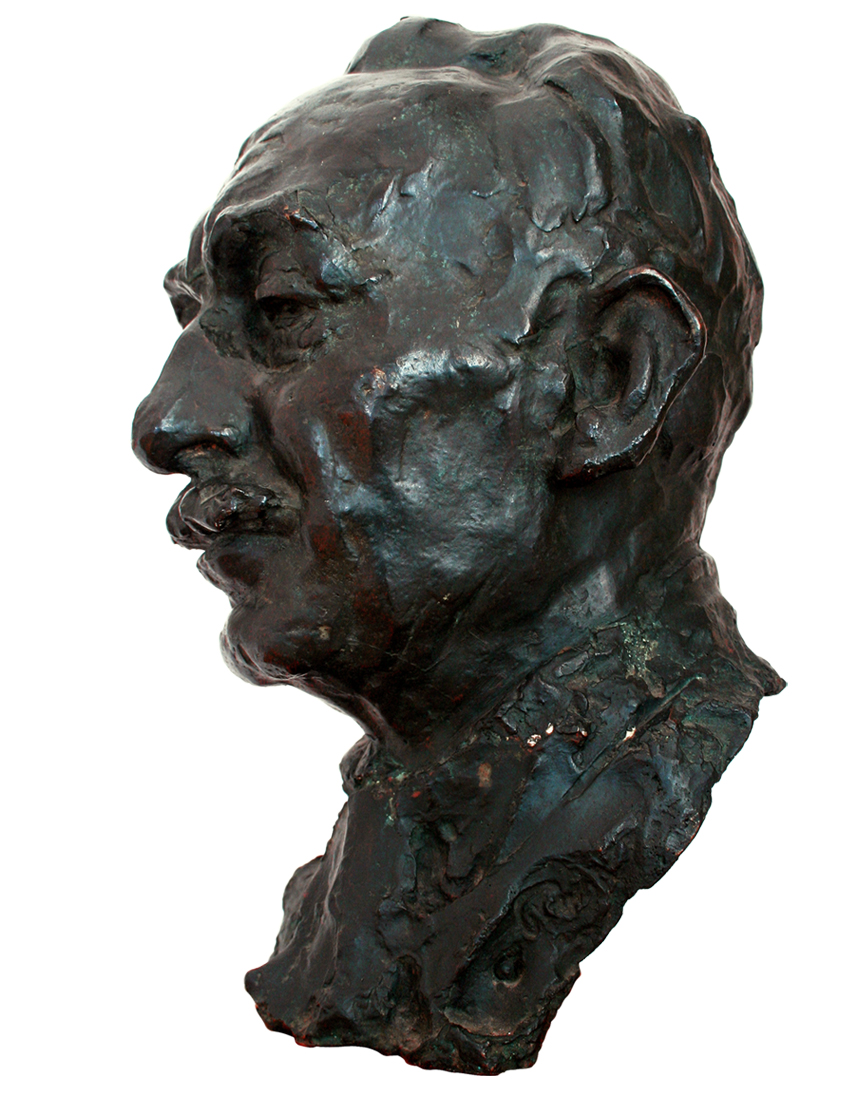
Dr. Béla Lükő

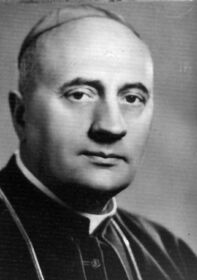
Fericitul János (Johann) Scheffler

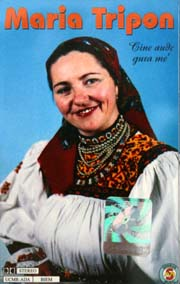
Maria Tripon

- Tamás Bakócz (1442, Ardud - 1521, Strigonium), cardinal;
- Bartolomeu Dragfi (1447 - 1501), voievod al Transilvaniei din 1493 până în 1499;
- Gáspár Károli (1529, Carei - 1591, Gönc), protopop reformat, teolog și traducător;
- Grigore Maior (1715, Sărăuad - 1785, Alba Iulia), episcop greco-catolic, cel de-al șaselea întâistătător al Bisericii Române Unite cu Roma (1773-1782);
- Ézsaiás Budai (1766, Pir - 1841, Debrețin) - filolog, teolog, scriitor, istoric, episcop reformat de Debrețin;
- Ferenc Kölcsey (1790, Săuca – 1838, Szatmárcseke) - poet, critic literar și politician maghiar, autorul poeziei „Himnusz” (Imn Din furtunoasele secole ale poporului maghiar), imnul național al Ungariei;
- József Gaal (1811, Carei - 1866, Budapesta) - poet, scriitor, dramaturg, membru corespondent al Academiei Maghiare;
- Ignác Acsády (1845, Carei – 1906, Budapesta) - scriitor, publicist, istoric maghiar de origine evreiască;
- Lajos Bartók (1851, Carei - 1902, Budapesta) poet, dramaturg și publicist;
- Vasile Lucaciu (1852, Apa - 1922, Satu Mare), preot greco-catolic, politician;
- Moshe Dovid Winternitz (1855, Satu Mare - 1944, Auschwitz-Birkenau), rabin;
- Dezső Arányi (18 august 1859, Satu Mare - 25 ianuarie 1923, Pesterzsébet) - cântăreț de operă (tenor) la Satu Mare;
- János Bársony (1860, Carei - 1926, Budapesta ) - medic ginecolog, profesor universitar, reprezentant al eugenismului ;
- Vasiliu Criste (secolul XIX) - preot greco-catolic, scriitor și cărturar român;
- Petri Mór (1863, Sărăuad - 1945, Budapesta) - scriitor și profesor maghiar;
- Oszkár Jászi (1875, Carei - 1957, Oberlin, Ohio, SUA) - sociolog, publicist, politician liberal și pacifist maghiar de origine evreiască, membru al guvernului Károlyi (ca ministru responsabil de problemele naționalităților din Ungaria); din 1925 până la pensionare a fost profesorul universitar de politologie al universității Oberlin College din Ohio, SUA.
- Endre Ady (1877, Eriu Mețenț (azi: Ady Endre) – 1919, Budapesta) poet maghiar de renume mondial;
- Margit Kaffka (1880, Carei - 1918, Budapesta) scriitoare maghiară;
- József Kürthy (1881, Satu Mare - 1939) - actor de film;
- Aurel Popp (1879, Căuaș - 1960, Satu Mare) - pictor, sculptor și grafician, aparținând celei de a doua generații a Școlii de pictură din Baia Mare;
- Béla Lükő (4 iunie 1883, Satu Mare - 2 mai 1936, Satu Mare) - chirurg de renume mondial, fondatorul Spitalului Orășenesc ("spitalul vechi"), primul spital al orașului Satu Mare;
- Mór Stern (3 iulie 1883, Satu Mare - 1944, Auschwitz) - jurist și publicist maghiar de origine evreiască;
- Vince Nagy (4 martie 1886, Satu Mare - 1 iunie 1965, New York) - jurist și politician liberal, deputat, între 1918 și 1919 ministrul de interne al Ungariei;
- Fericitul János Scheffler (1887, Calmand, azi Cămin - 1952, Jilava) - episcop martir romano-catolic maghiar de origine șvabă de Satu Mare, deținut politic, beatificat în Biserica Catolică;
- Lajos Szász (26 februarie 1888, Satu Mare - 24 august 1946, Budapesta) - politician maghiar de extrema dreaptă, ministrul de industrie al Ungariei în timpul ocupației germane;
- Gyula Lengyel (8 octombrie 1888, Satu Mare - 1941, Budapesta) - economist și politician comunist maghiar, ministrul finanțelor al Republicii Sovietice Ungaria;
- Dezső Vadnay (2 iunie 1894, Satu Mare - 26 octombrie 1977, Budapesta) - scriitor și publicist;
- Antal Bánhidy (23 decembrie 1902, Satu Mare - 18 martie 1994, Budapesta) - inginer mecanic maghiar, laureat cu premiul Széchenyi, proiectant de avioane, pilot;
- László Bánhidi (11 martie 1906, Satu Mare - 22 noiembrie 1984, Budapesta) - actor;
- Bertalan Kiss (4 decembrie 1906, Satu Mare - 17 februarie 1980, Satu Mare) - preot și teolog reformat, psiholog, publicist;
- Jenő Dsida (17 mai 1907, Satu Mare - 7 iunie 1938, Cluj) - poet;
- Ion Țânțaș (n. 5 iulie 1909, Tur, actualul cartier al orașului Negrești Oaș - 15 iulie 1973, Vama) - pictor;
- Alexandru Csipler (1909, Satu Mare - 1999, Satu Mare), profesor de scrimă, fondator al școlii sătmărene de scrimă;
- Gábor Darvas (18 ianuarie 1911, Satu Mare - 18 februarie 1985, Budapesta) - compozitor, istoric de muzică;
- Iuliu Andrei Pop, (1915, Negrești-Oaș - 1996, Negrești-Oaș) - fotograf;
- Péter Antal (17 martie 1917, Satu Mare - 4 aprilie 2002, Satu Mare) - critic literar, publicist;
- András Domahidy (n. 23 februarie 1920, Satu Mare) - scriitor maghiaro-australian;
- Imre Tóth (26 decembrie 1921, Satu Mare - 12 mai 2010, Paris) - matematician, filosof, istoric al matematicii și filolog maghiar de origine evreiască;
- Ștefan Ruha (17 august 1931, Carei — 29 septembrie 2004, Cluj) a fost un violonist maghiar din România, de origine romă, dirijor și profesor universitar, laureat al premiilor George Enescu (București), Ceaikovski (Moscova), Jacque Thibaud (Paris) și al Premiului Consiliului Județean Satu Mare pentru 50 de ani de activitate concertistică;
- László Bura (n. 31 martie 1932, Satu Mare) - lingvist, etnograf, publicist;
- Géza Páskándi (18 mai 1933, Viile Satu Mare - 19 mai 1995, Budapesta), poet, prozator, dramaturg și eseist maghiar, membru al Academiei Maghiare de Artă;
- Floarea Hotcă (n. 2 iulie 1940, Negrești Oaș) - rapsod și meșter popular;
- Ecaterina Stahl-Iencic (1946, Satu Mare - 2009, Satu Mare) - scrimeră română (de etnie maghiară), dublu laureată cu bronz olimpic la Mexico 1968 și München 1972;
- Mircea Florian (n. 1949, Satu Mare), muzician, solist vocal, instrumentist, compozitor și artist multimedia;
- Magdalena Klein (n. 1952, Satu Mare) - regizor și scriitor, fost prim-regizor al Teatrului Național din Tel-Aviv;
- George Copos (n. 1953, Tășnad), politician și om de afaceri;
- Ernest Grunfeld (n. 1955, Satu Mare), fost jucător NBA, directorul general al clubului de baschet Washington Wizards;
- Maria Tripon (n. 1962, Negrești-Oaș), interpretă de muzică populară;
- Ovidiu  Ghitta (n. 1962, Negrești-Oaș ), istoric, profesor universitar la Universitatea Babeș-Bolyai;
- Zsolt Láng (n. 29 noiembrie 1969, Satu Mare) - scriitor maghiar, laureat al premiilor Márai Sándor și József Attila, redactor al revistei literare Látó;
- Daniel Prodan (n. 1972, Satu Mare, d. 2016, Ilfov) - fotbalist, membru al echipei care a participat la Cupa Mondială din 1994;
- Corina Bud (n. 26 ianuarie 1980, Satu Mare) - cântăreață pop/dance/R&B româncă;
- Ioana Boitor (n. 1989), Satu Mare, locul secund în cadrul competiției Miss World 2006;
- Vali Mada (n. 1986), Tășnad - fotograf[208]

Au copilărit, au trăit sau au creat pe teritoriul actualului județ Satu Mare:

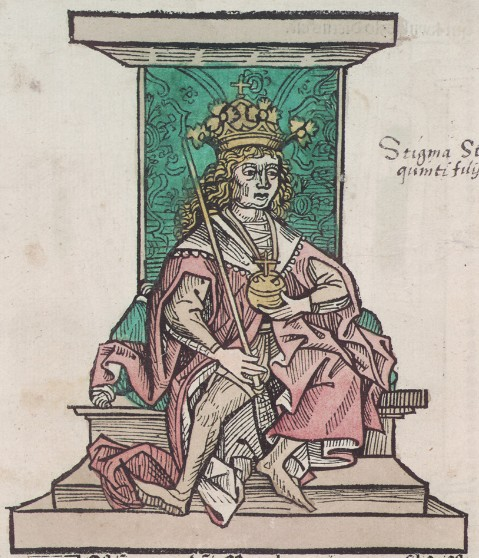
Ștefan al V-lea al Ungariei

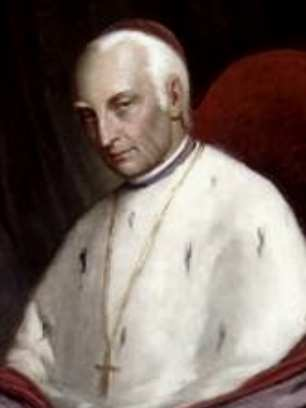
János Hám

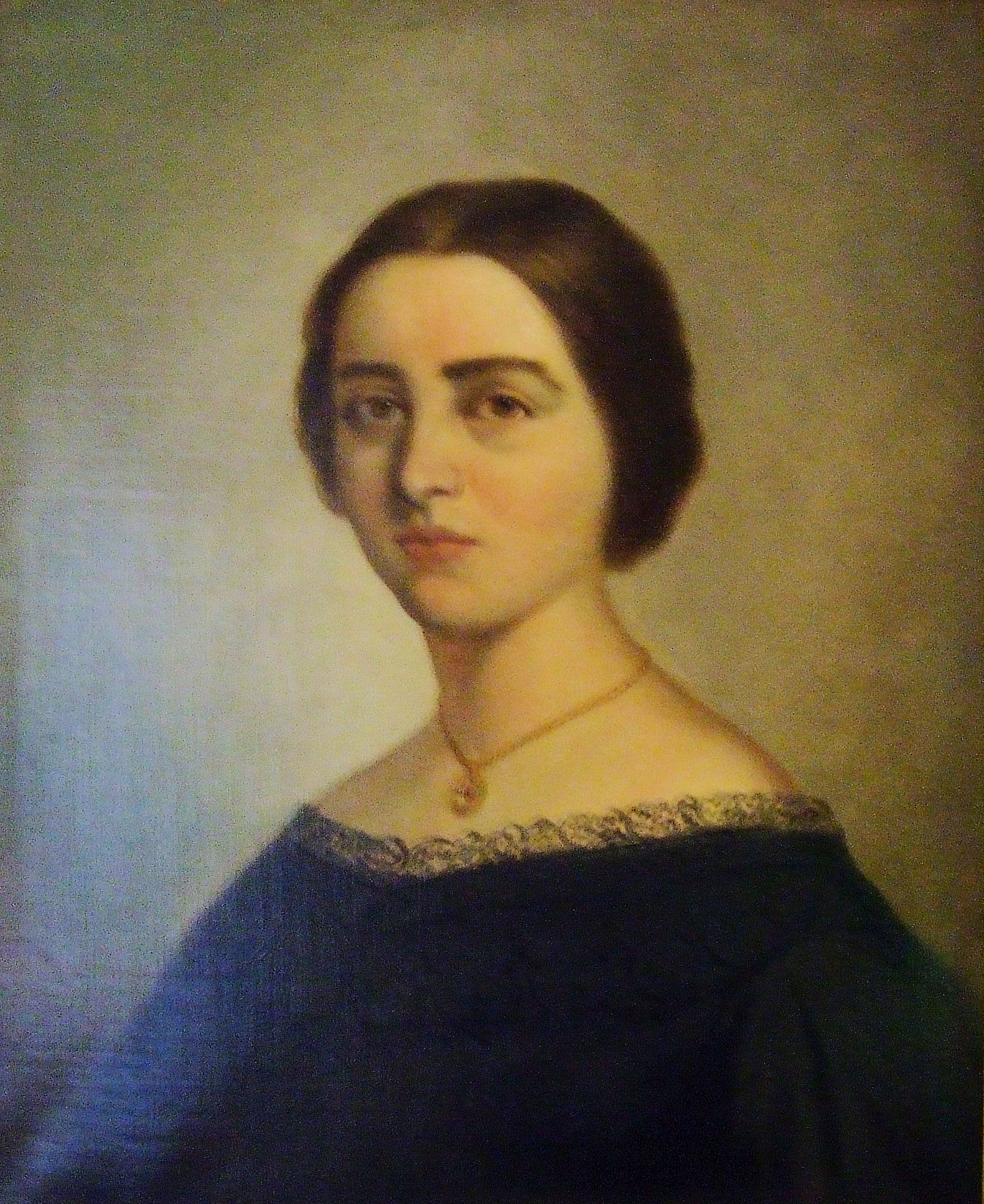
Júlia Szendrey

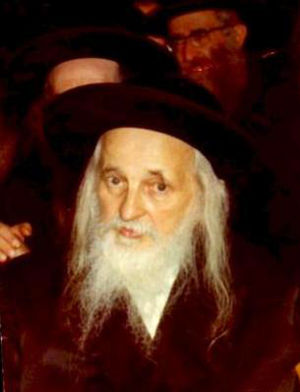
Joel Teitelbaum

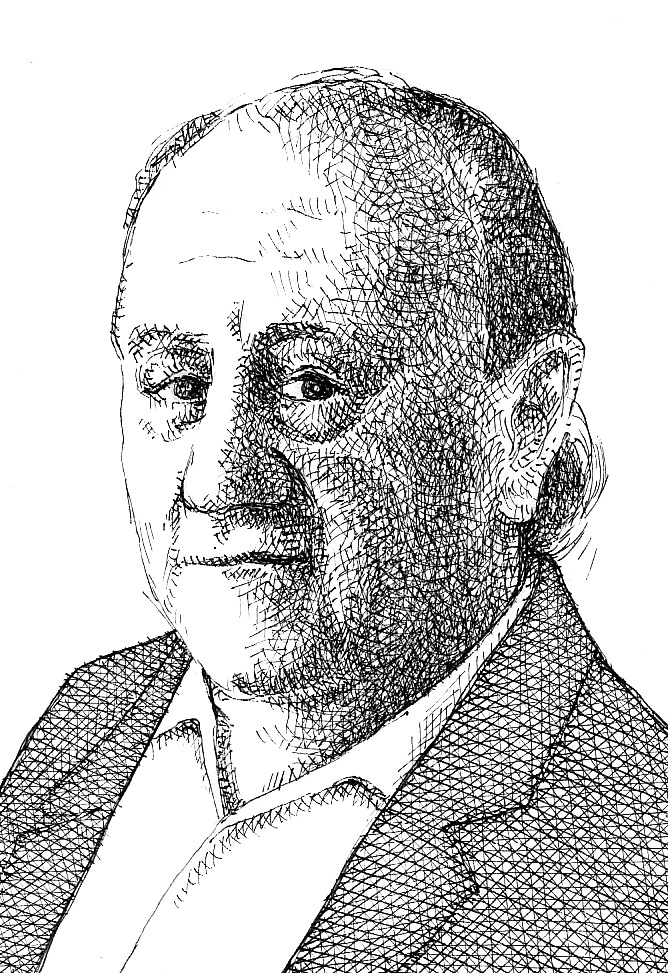
György Harag

- Ștefan al V-lea al Ungariei (1239 - 1272), rege-vasal al Ungariei de Est (1247-1270) și rege ungar (1270-1272) - a stabilit reședința sa regală la Sătmar, în timpul domniei sale ca rege vasal la est de Dunăre (între 1247 și 1270).
- Péter Ilosvai Selymes (secolul al XVI-lea), poet și traducător - a predat la Liceul Reformat din Sătmar.
- István Milotai Nyilas (1571, Milota - 1623, Alba Iulia), scriitor, teolog, preot, protopop și episcop reformat - în 1607 devine pastorul Sătmarului. În 1611 este ales protopop al Sătmarului, în 1614 devine episcop al Eparhiei Reformate de dincolo de Tisa, stabilindu-și reședința sa episcopală la Sătmar. A locuit la Sătmar până la mutarea lui la Alba Iulia în 1618.
- János Hám (5 ianuarie 1781, Gyöngyös - 30 decembrie 1857, Sătmar)- cel mai mare episcop romano-catolic al Sătmarului (între 1827 și 1848, respectiv între 1849 și 1857) și arhiepiscop de Strigoniu (în 1848), fondatorul ordinului de călugărițe Congregatio Surorum Caritas de Szatmár. În timpul episcopiei sale s-a construit Catedrala romano-catolică din Satu Mare, precum și Palatul episcopal din Satu Mare. Numele lui îl poartă Grupul Școlar Teologic Romano Catolic Hám János.
- Petru Bran (1821, Tohat - 1877, Sătmar), născut în comuna Tohat (fostă în Sălaj, actualmente în Maramureș). Cu studii teologice la Blaj, a fost instalat paroh-protopop de Sătmar în data de 7 august 1857. De aici înainte a introdus în biserică predica și liturghia în limba română. A militat pentru înființarea unei catedre de limba română la Liceul regal din Sătmar (azi: Colegiul Național Mihai Eminescu) și a reușit, începând cu anul 1959, să devină primul profesor de limba română la această instituție de învățământ.
- Júlia Szendrey (1828, Keszthely - 1868, Pesta) - poetă și scriitoare maghiară, fiica lui Ignác Szendrey, un mic nobil maghiar sătmărean, inspectorul de la Ardud al grofului Lajos Károlyi de Nagykároly. După studiile sale absolvite la Mezőberény și la Pesta s-a mutat înapoi la Ardud, la părinții săi . Pe 8 septembrie 1846, la Carei, s-a întâlnit cu Sándor Petőfi, unul dintre cei mai mari poeți a literaturii maghiare, erou al revoluției de la 1848 din Ungaria, cu care s-a căsătorit la data de 8 septembrie 1847, la Ardud. Júlia Szendrey a fost muza celor mai frumoase poezii de dragoste scrise de Petőfi.
- Gyula Meszlényi (1832, Velence - 1905, Sătmar), episcop al Diecezei de Sătmar, membru al Ordinului Sfântului Mormânt, laureat cu Ordinul Coroana de Fier, mecena cultural, inițiatorul construirii Turnului Pompierilor din Satu Mare, una dintre clădirile emblematice ale orașului Satu Mare. Numele lui îl poartă Muzeul de Artă Bisericească Meszlényi Gyula de la Satu Mare.
- Mari Jászai și Sári Fedák, actrițe celebre maghiare, care au jucat în teatrul orășenesc din Satu Mare.
- Ernő Szép (1884 – 1953) a fost un scriitor, poet și dramaturg maghiar de origine evreiască. A lucrat ca publicist la ziarul sătmărean „Szatmári Lapok”.
- Rebbe Joel Teitelbaum (13 ianuarie 1887, Sighetu Marmației – 19 august 1979, Kiryas Joel, Statele Unite ale Americii) - rabin, talmudist, a fost prim-rabin ortodox de Careii Mari (1920 - 1934) , prim-rabinul ortodox al Sătmarului  (1934 și 1944), fondatorul curentului ultraortodox Satmar Hasidism (sau Satmarer Hasidism), care, în prezent, are în jur de 100.000 de credincioși în Statele Unite și Israel, majoritatea lor de origine sătmăreană. El a fost primul Satmarer Rebbe și întemeietorul orașului Kiryas Joel (Orașul lui Joel) din Statul New York.
- Aici a trăit și a creat graficianul Paul Erdõs (1916-1987), laureat al Premiului de Stat (1962) și maestru emerit al artei (1963) unul dintre reprezentanții de seamă ai graficii românești.
- György Harag (1925, Marghita – 1985, Târgu Mureș), regizor de teatru de origine evreiască, fondatorul Trupei Harag György (1953, Baia Mare) și al Teatrului de Nord (în 1956, sub denumirea de Teatrul Maghiar de Stat din Satu Mare).
- Alajos Ács (1930, Brăila - 2002, Satu Mare) - actor și director de teatru, laureat a Crucii medii al Ordinului de Merit al Republicii Ungare, primul director al Teatrului de Nord din Satu Mare după înființarea secției române și schimbarea denumirii instituției, membru onorific al Trupei Harag György.

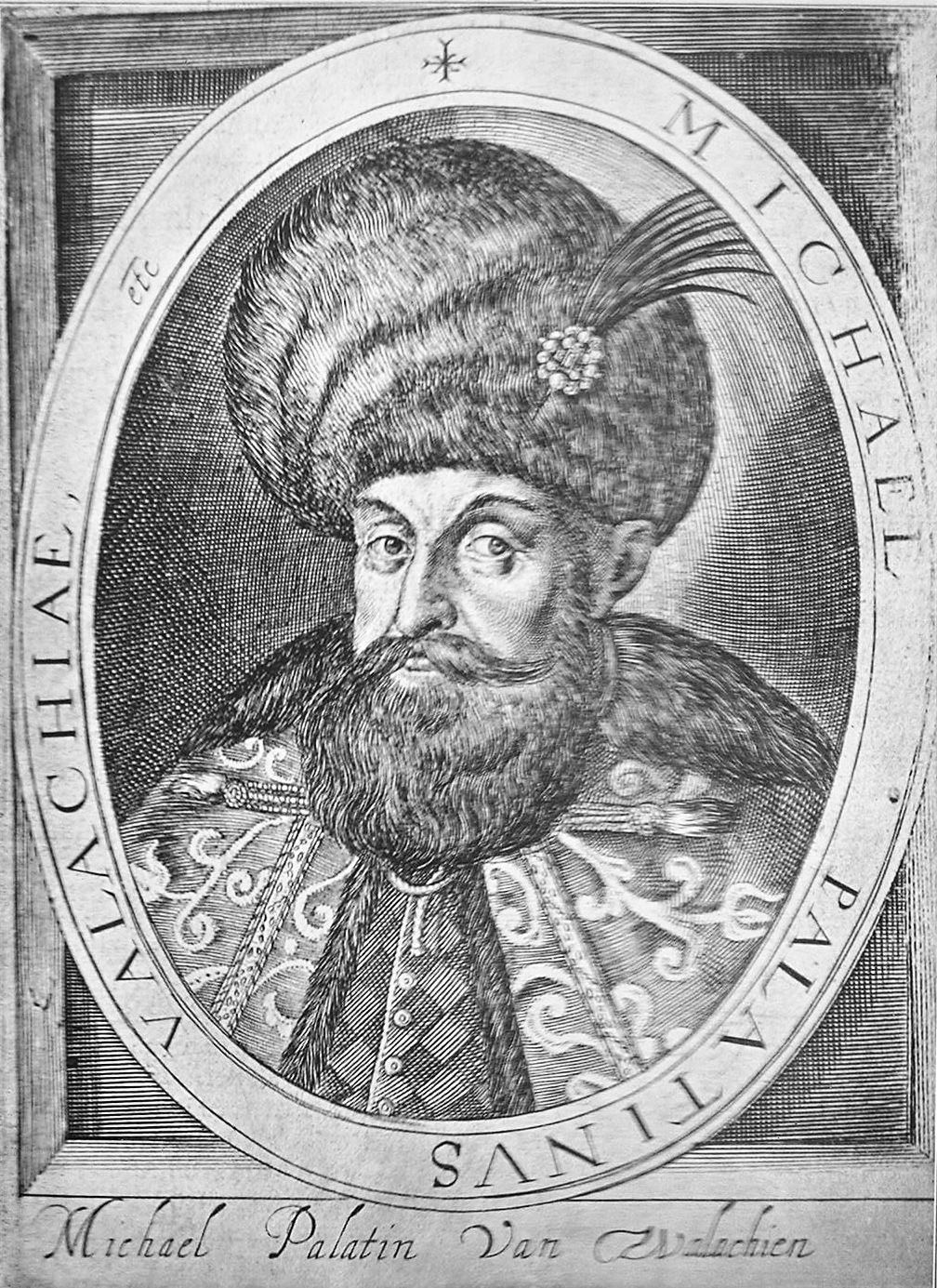
Mihai Viteazul

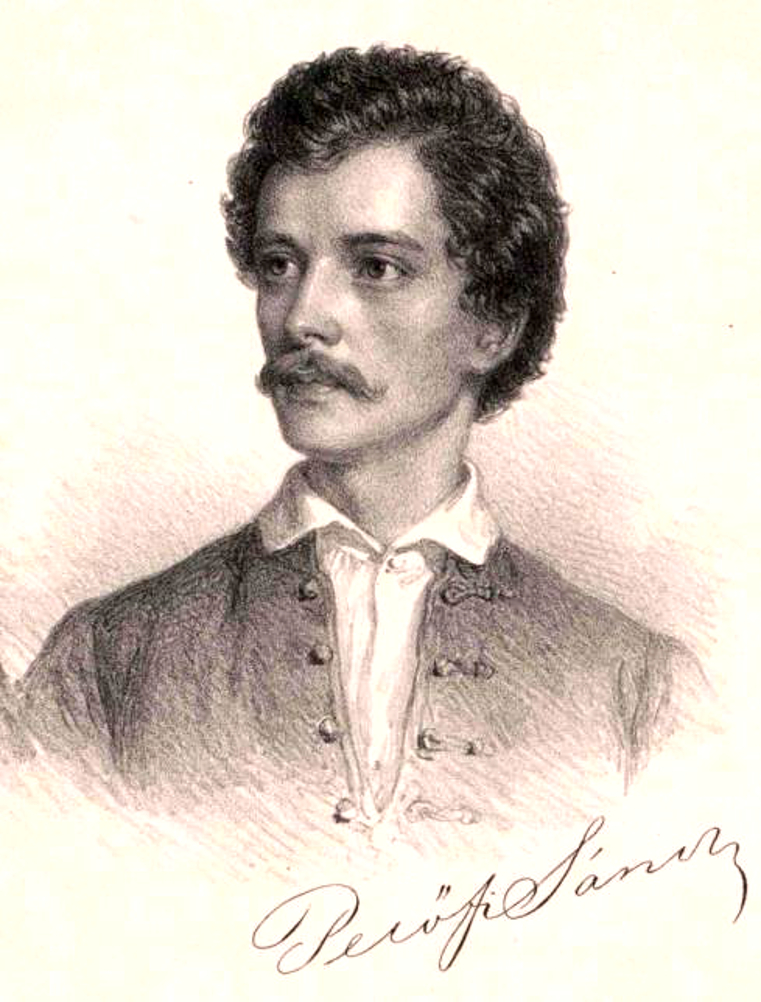
Sándor Petőfi

Alte personalități legate de județul Satu Mare
- Mihai Viteazul (1558, Târgul de Floci – 9 august 1601, Turda) - în vara anului 1601 și-a stabilit tabăra la Moftin pentru 20 de zile, pregătindu-se pentru bătălia de la Guruslău, ultima sa victorie.
- Sándor Petőfi (1823, Kiskőrös - 1849, Albești) - poet romantic maghiar, erou al revoluției de la 1848 din Ungaria. Onorând invitația lui Endre Pap, în toamna anului 1846 a călătorit la Sătmar, de unde a plecat mai departe și la Carei, unde a stat, inițial, la Szarvas fogadó (Hanul Cerbului), mutându-se mai târziu la Ignác Riskó. La data de 8 septembrie 1846 a avut loc la Carei acel bal al comitatului la care, în grădina conacului familiei Térey, s-a întâlnit pentru prima dată cu Júlia Szendrey, fiica lui Ignác Szendrey, un mic nobil maghiar sătmărean, inspectorul de la Ardud al grofului Lajos Károlyi de Nagykároly. Tot la Carei l-a cunoscut și pe cel mai bun prieten al lui, contele Sándor Teleki de Szék. Sándor Petőfi și Júlia Szendrey s-au căsătorit pe 8 septembrie 1847 la Ardud, în capela cetății de la Ardud, în fața altarului păstrat azi în capela Palatului Episcopal din Satu Mare.
- Ioan Slavici (1848, Șiria - 1925, Crucea de Jos), scriitor, jurnalist și pedagog român, membru corespondent al Academiei Române - și-a susținut examenul de bacalaureat în 1868 în Gimnaziul Regesc Catolic din Satu Mare (în clădirea actualului Colegiu Național „Mihai Eminescu”), fiind examinat de celebrul pedagog român, Petru Bran. Azi, numele lui Ioan Slavici îl poartă un alt colegiu național, care funcționează în clădirea fostului Liceu Romano-Catolic pentru Fete al surorilor vincentine.